# Équipe cycliste UAE Emirates XRG
L'équipe cycliste UAE Emirates XRG, officiellement UAE Team Emirates XRG (anciennement connue comme l'équipe Lampre) est une équipe cycliste professionnelle sur route de nationalité émiratie et anciennement italienne de 1990 à 2016. Elle possède le statut d'équipe World Tour. Créée en 1990, son principal sponsor est depuis 2017 la compagnie aérienne Emirates.
Elle est classée en première division depuis sa création et a intégré le ProTour en 2005 en fusionnant avec l'équipe Saeco. Elle a notamment remporté le Tour de France en 2020, 2021, 2024 et 2025 avec Tadej Pogačar, ainsi que le Tour d'Italie à quatre reprises en 1996 (Pavel Tonkov), 2001 (Gilberto Simoni), 2011 (Michele Scarponi) et 2024 (Tadej Pogačar). L'équipe a aussi brillé sur les classiques, avec sept victoires sur le Tour de Lombardie, trois sur Liège-Bastogne-Liège, deux sur le Tour des Flandres, ainsi qu'une victoire sur Milan-San Remo.

## Histoire de l'équipe

### 1990-1996: premières saisons dans le peloton

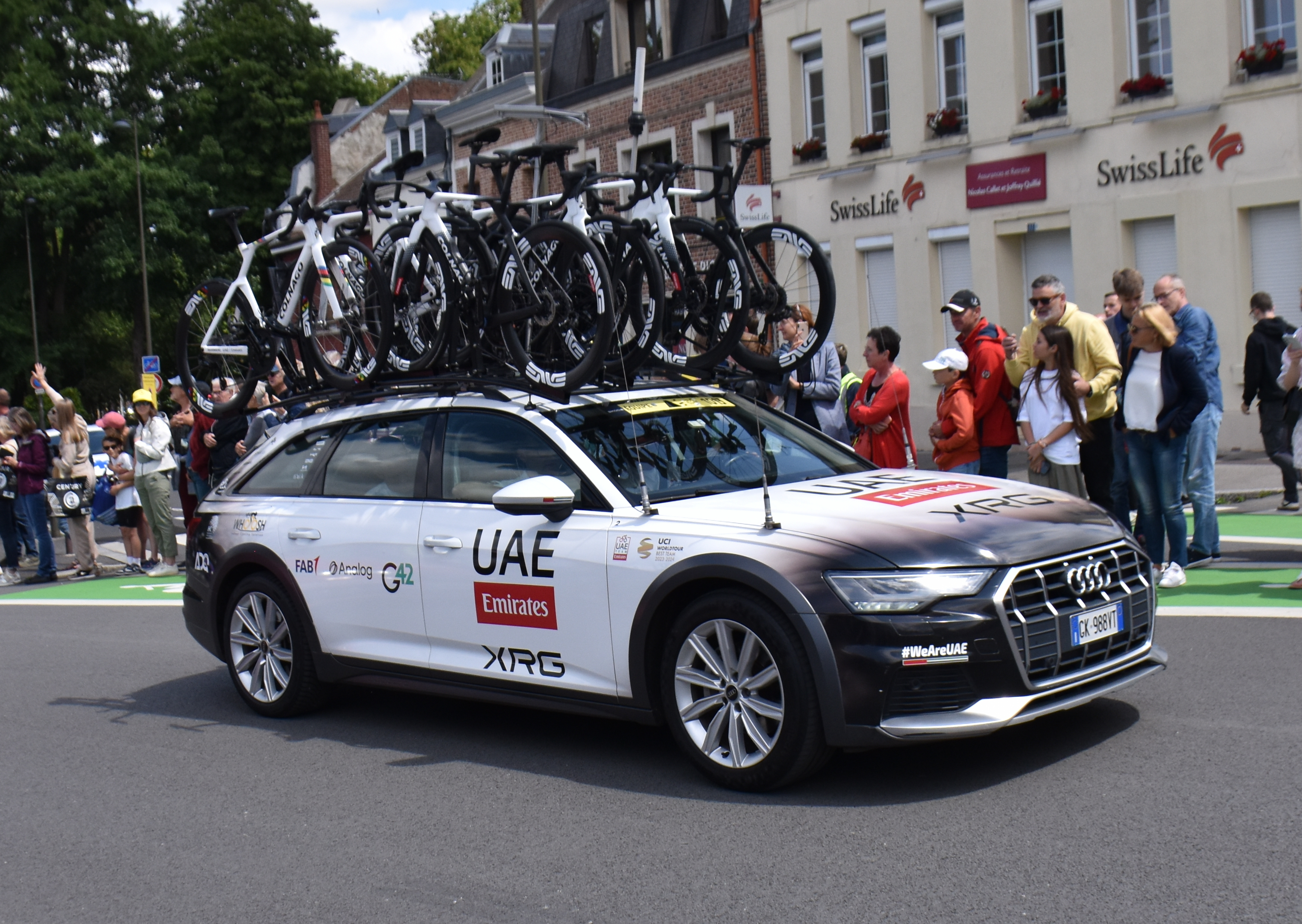
Tour de France 2025 - Véhicule UAE Emirates Team XRG.

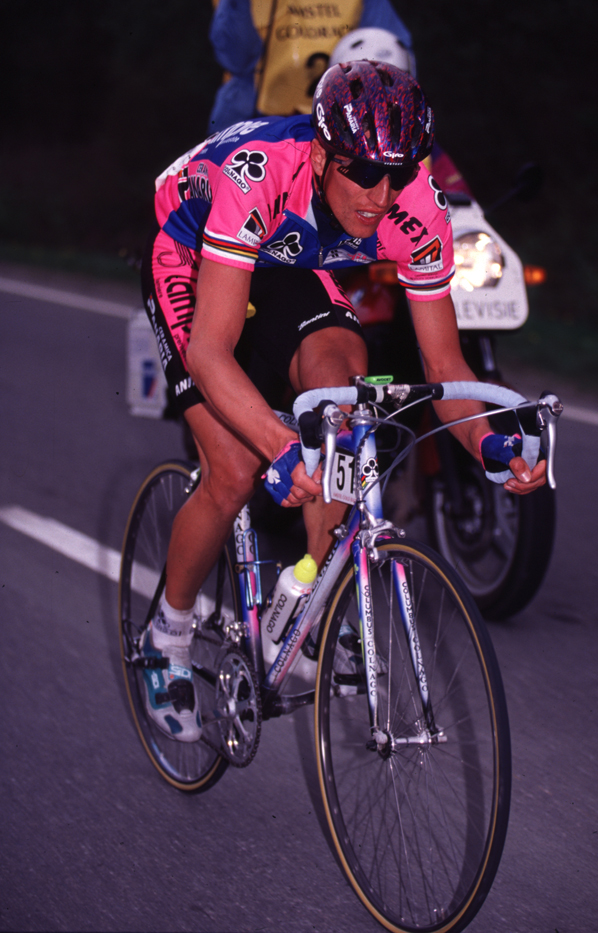
Maurizio Fondriest en 1995 sur l'Amstel Gold Race

L'équipe est créée en 1990 par Pietro Algeri sous le nom de « Diana-Colnago » mais est en fait l'héritière de l'équipe Malvor-Sidi fondée en 1980. Diana est détaillant de chaussures et Colnago un fabricant italien de vélos. Le leader est alors Giuseppe Saronni. Pour cette première saison, Zenon Jaskuła devient champion de Pologne et se classe deuxième de Tirreno-Adriatico, ainsi que cinquième du Tour de Suisse. Giorgio Furlan devient champion d'Italie et le duo Jaskuła-Joachim Halupczok est deuxième du Trofeo Baracchi. En 1991, « Lampre » devient co-sponsor et l'équipe est renommée Colnago-Lampre. Dario Nicoletti remporte le Tour de Campanie et Gianluca Bortolami se classe seizième du Tour d'Italie. En mai 1992, Pavel Tonkov rejoint l'équipe qui prend le nom de Lampre-Colnago. Celui-ci termine septième du Tour d'Italie. Ján Svorada gagne le GP du Midi Libre et une étape du Tour de Romandie.
En 1993, les résultats de l'équipe s'améliorent de manière considérable au niveau quantitatif, mais aussi qualitatif. Son chef de file, Maurizio Fondriest, réalise une saison extraordinaire avec 25 succès et de nombreuses place d'honneur. Il remporte le classement final de la Coupe du monde, grâce à ses succès sur Milan-San Remo, la Flèche wallonne et le Grand Prix de Zurich. Il s'impose également sur Tirreno-Adriatico, le Tour du Trentin, une étape du Tour d'Italie, ainsi que le Grand Prix du Midi libre et se classe deuxième de Paris-Tours, du Tour de Catalogne et troisième de Liège-Bastogne-Liège. De son côté Pavel Tonkov est cinquième du Tour d'Italie, alors que Djamolidine Abdoujaparov gagne trois étapes et le classement par points du Tour de France. Lors de la saison 1994, l'équipe poursuit sur sa lancée avec 24 succès. Fondriest gagne le Tour de Grande-Bretagne, le Tour de Pologne, le Tour du Latium et la Coppa Sabatini. Ján Svorada remporte le GP du Midi Libre, trois étapes du Tour d'Italie et une étape du Tour de France, où Roberto Conti s'impose également. De son côté, Pavel Tonkov termine quatrième du Tour d'Italie. Sur les classiques de la Coupe du monde, Fondriest se classe troisième du Grand Prix de Zurich et Zbigniew Spruch troisième de Paris-Tours.
Lors de l'année 1995, la formation Lampre-Panaria retrouve le chemin du succès sur les grandes courses. Pavel Tonkov gagne le Tour de Suisse et termine sixième du Tour d'Italie, où Ján Svorada et Maurizio Fondriest gagnent chacun une étape. Ce dernier se classe également deuxième de Tirreno-Adriatico, de Milan-San Remo, de Gand-Wevelgem et de la Flèche wallonne. En fin d'année, Gianni Faresin s'impose en solitaire lors du Tour de Lombardie. En 1996, Pavel Tonkov remporte une étape et surtout le classement général du Tour d'Italie sous la nouvelle appellation de Lampre, Panaria-Vinavil. Wladimir Belli gagne le Tour du Trentin et Gianni Faresin prend la deuxième place du Tour de Suisse.
L'équipe disparait à la fin de la saison 1996 et une grosse partie de sa structure (coureurs-encadrement) est recrutée par l'équipe Mapei, notamment les trois managers Pietro Algeri, Maurizio Piovani et Giuseppe Saronni.

### 1999-2016: la Lampre, équipe référence du peloton international

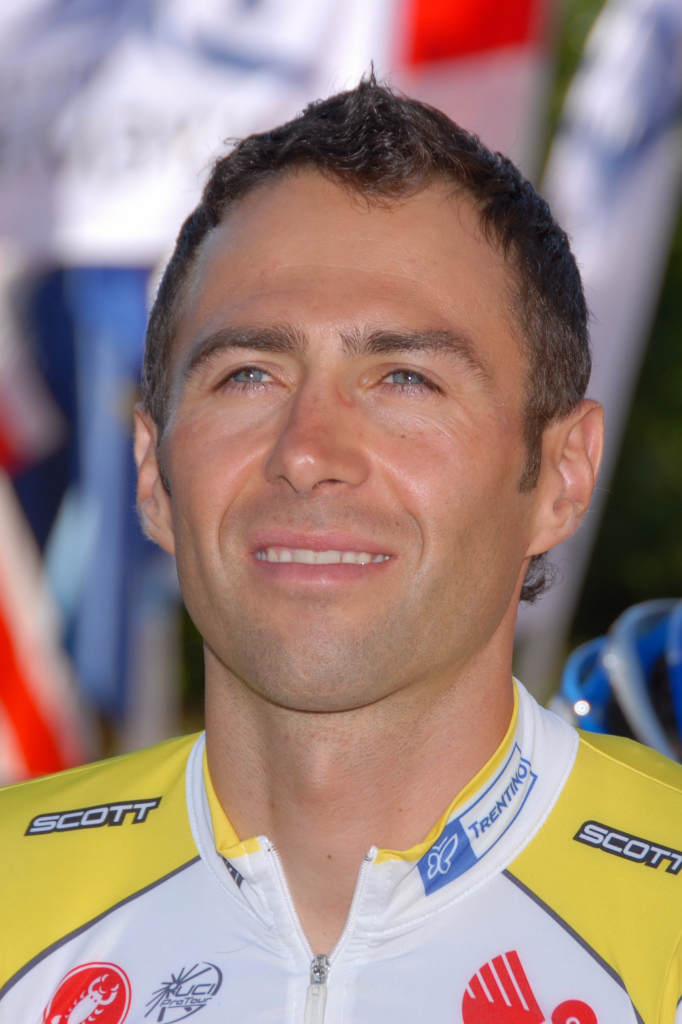
Gilberto Simoni, ici en 2007, gagne le Tour d'Italie 2001 avec la Lampre.

En 1999, l'équipe fait son retour sous une nouvelle structure, Lampre-Daikin, après deux ans d'absence dans le peloton. Les trois managers Giuseppe Saronni, Pietro Algeri et Maurizio Piovani étaient déjà présents ensemble dans l'équipe Panaria-Vinavil en 1996. Le champion du monde Oscar Camenzind est la principale tête d'affiche de l'équipe, qui récupère au total neuf coureurs de la Mapei-Bricobi. Durant cette première saison, Ludo Dierckxsens est champion de Belgique et gagne une étape du Tour de France, tandis que Robert Hunter décroche une étape du Tour d'Espagne. Zbigniew Spruch termine deuxième de Gand-Wevelgem et troisième de Milan-San Remo. Camenzind obtient plusieurs tops cinq au Tour de Lombardie, sur la Flèche wallonne, le Tour de Suisse et le Tour de Romandie, alors que Gabriele Missaglia se classe troisième de l'Amstel Gold Race.
Lors de la saison 2000, la formation italienne obtient de meilleurs résultats avec les succès d'Oscar Camenzind au général du Tour de Suisse et de Gabriele Missaglia sur la HEW Cyclassics. L'équipe décroche trois étapes sur le Tour d'Italie et trois autres sur le Tour d'Espagne, tandis que Gilberto Simoni termine troisième du général du Tour d'Italie. L'équipe connait la consécration en 2001. Camenzind remporte Liège-Bastogne-Liège et Gilberto Simoni gagne une étape et le classement général du Tour d'Italie avec plus de sept minutes d'avance. Simoni se classe également deuxième du Tour de Suisse et cinquième du Tour de Romandie. Ján Svorada remporte la dernière étape du Tour de France et les coureurs de l'équipe ajoutent trois nouveaux succès d'étape lors de la dernière semaine du Tour d'Espagne.
En 2002, Oscar Camenzind et Gilberto Simoni quittent l'équipe, tandis que le recrutement de Frank Vandenbroucke s'avère un échec (en méforme et suspendu, il quitte l'équipe en juin). Pavel Tonkov gagne une étape du Tour d'Italie, où il se classe cinquième du général, juste derrière son coéquipier Juan Manuel Gárate. Rubens Bertogliati remporte la première étape du Tour de France et s´empare du maillot jaune pendant deux jours. Le Lituanien Raimondas Rumšas finit lui troisième du général de la course, mais est par la suite inquiété à cause de la découverte de produits dopants à son domicile et dans le coffre de son épouse à la frontière française. Il n'est cependant pas déclassé. Gabriele Missaglia est troisième de la Classique de Saint-Sébastien, Marco Serpellini prend la quatrième place du Tour de Lombardie et Massimo Codol la cinquième place de Liège-Bastogne-Liège. Lors des années 2003 et 2004, la Lampre réalisent deux mauvaises saisons, terminant respectivement 18e et 19e du classement UCI avec 21 (dont 5 pour Francesco Casagrande) et 8 succès.
En 2005, après trois saisons moyennes, Lampre fusionne avec Saeco, prenant le nom de Lampre-Caffita. Cela lui permet d'intégrer l'UCI ProTour, le nouveau circuit mondial mis en place par l'Union cycliste internationale. L'équipe perd de nombreux coureurs de l'effectif 2004 et prend un tout autre visage, menée par les anciens coureurs de Saeco Gilberto Simoni et Damiano Cunego. Simoni termine deuxième du Tour d'Italie et du Tour de Lombardie, tandis que Cunego est deuxième du Tour de Romandie. De son côté, Daniele Bennati est deuxième de Paris-Tours, ainsi que troisième de Gand-Wevelgem et Eddy Mazzoleni se classe troisième de la Classique de Saint-Sébastien. L'équipe termine la saison à la 16e place (sur 20) du classement ProTour.

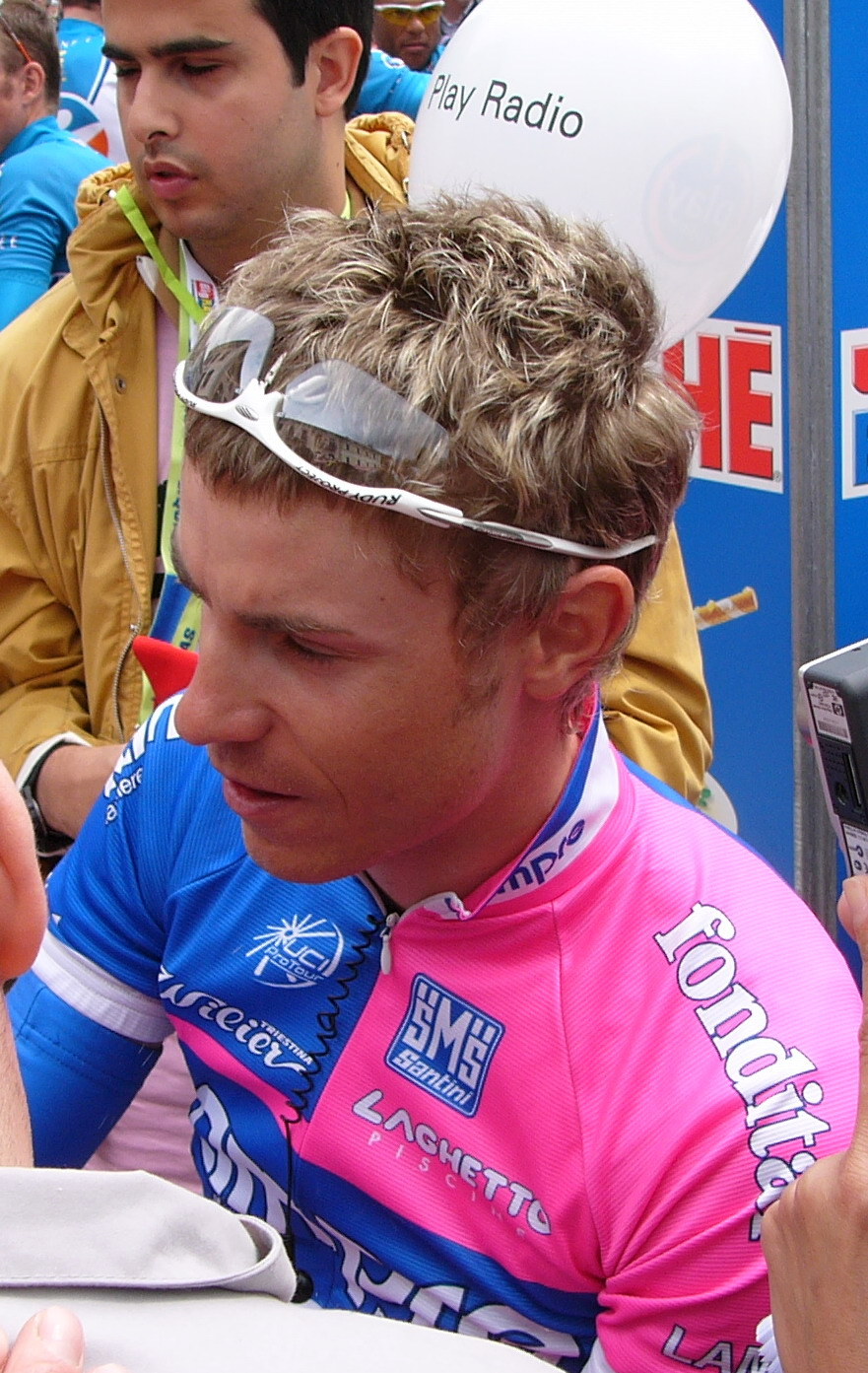
Damiano Cunego sur le Tour d'Italie 2006.

En 2006, la Lampre-Fondital termine quatrième du classement UCI ProTour grâce à ses nombreuses places d'honneur sur les classiques, mais sans décrocher de grande victoire. Alessandro Ballan se montre le plus régulier en terminant troisième de Tirreno-Adriatico, de Paris-Roubaix et du Tour de Pologne. Troisième de Liège-Bastogne-Liège, Damiano Cunego finit onzième et meilleur jeune du Tour de France, tandis que Patxi Vila se classe deuxième de Paris-Nice. En 2007, Alessandro Ballan remporte le Tour des Flandres en avril et la Vattenfall Cyclassics en août. Daniele Bennati remporte deux étapes du Tour de France dont celle des Champs-Élysées, ainsi que trois étapes sur la Vuelta. Damiano Cunego est cinquième du Tour d'Italie et surtout gagne son deuxième Tour de Lombardie, apportant une seconde victoire sur une classique Monument lors de cette saison.
En 2008, Damiano Cunego commence la saison de l'équipe de belle manière en remportant la 5e étape du Tour du Pays basque, ainsi que l'Amstel Gold Race et en terminant troisième de la Flèche wallonne. Les deux sprinteurs de l'équipe, Danilo Napolitano et Mirco Lorenzetto remportent quant à eux plusieurs victoires en ce début de saison. Alessandro Ballan finit troisième de Paris-Roubaix et deuxième du Grand Prix de Plouay. Marzio Bruseghin se classe troisième du Tour d'Italie. Malheureusement ce bon début de saison est entaché du contrôle positif à la testostérone de Patxi Vila. En fin de saison, Alessandro Ballan remporte une étape et porte le maillot de leader du Tour d'Espagne, puis est sacré champion du monde devant Damiano Cunego. Peu de temps après, Cunego remporte en octobre le Tour de Lombardie pour la troisième fois et termine l'année à la deuxième place du classement UCI ProTour.
La saison 2009 s'avère moins prolifique pour l'équipe qui est renommée Lampre-Fondital. Le leader Damiano Cunego obtient de nombreux tops 10 sur les classiques et les courses par étapes d'une semaine, avec comme meilleure performance une troisième place sur la Flèche wallonne. Loin des meilleurs sur le Tour d'Italie, il gagne deux étapes du Tour d'Espagne. De son côté, Alessandro Ballan remporte le Tour de Pologne. En 2010, le sprinteur Alessandro Petacchi est recruté et termine troisième de Milan-San Remo. Il décroche huit succès, dont deux étapes et le classement par points du Tour de France, ainsi qu'une étape du Tour d'Espagne. Simon Špilak gagne le Tour de Romandie. Grega Bole est deuxième du Tour de Pologne et Angelo Furlan deuxième de Paris-Tours.
L'UCI World Tour est mis en place en 2011 pour remplacer le ProTour et le Calendrier mondial UCI. La Lampre-ISD se classe septième avec 29 succès, dont 12 sur le circuit World Tour. Après les déclassements pour dopage d'Alberto Contador, Michele Scarponi est lauréat du Tour d'Italie et du Tour de Catalogne, deux courses où il avait initialement pris la deuxième place. Il est également vainqueur du classement par points du Giro et troisième de Tirreno-Adriatico. Grega Bole remporte le Grand Prix de Plouay, tandis qu'Alessandro Petacchi et Diego Ulissi gagnent chacun une étape du Giro. De son côté, Damiano Cunego est notamment deuxième du Tour de Suisse, ainsi que sixième du Tour de France et Francesco Gavazzi gagne une étape du Tour d'Espagne.

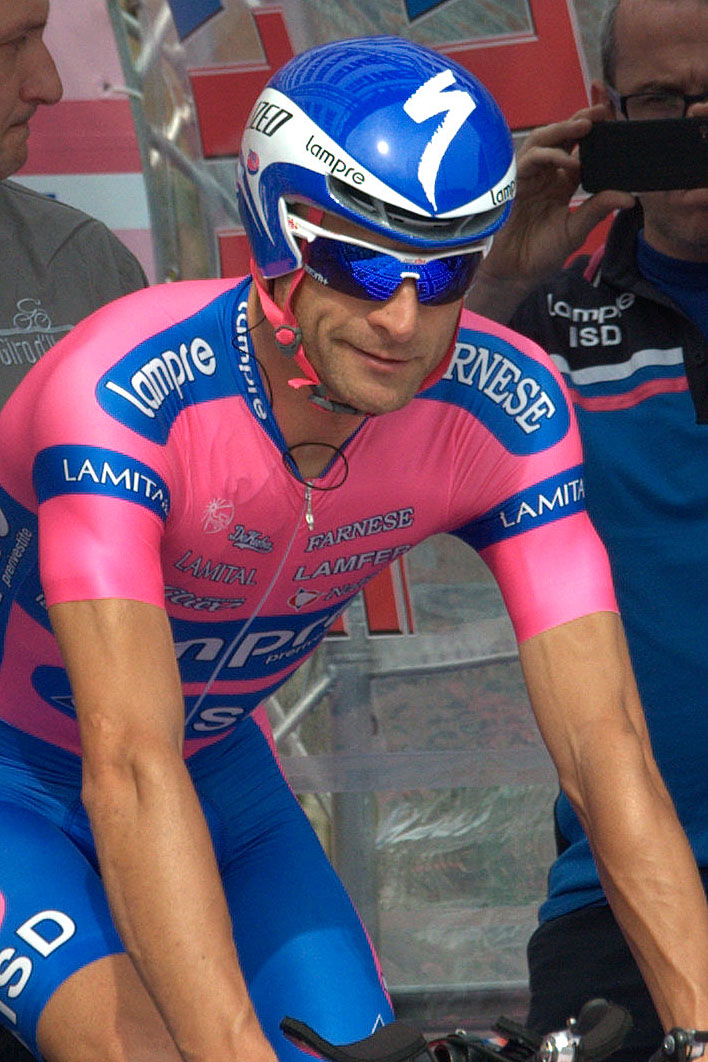
Michele Scarponi sur le Tour d'Italie 2012

En 2012, l'équipe a toujours pour leaders Michele Scarponi, Damiano Cunego et Alessandro Petacchi. Ses résultats durant cette saison sont décevants et cette année marque le début de plusieurs saisons moyennes. Elle ne remporte que sept courses (quatre après les déclassements d'Alessandro Petacchi) et aucune sur le calendrier UCI World Tour. Scarponi, vainqueur du Tour d'Italie 2011 après déclassement d'Alberto Contador, est quatrième du Giro, deux places devant Cunego. La saison 2013 est légèrement meilleure avec 16 succès, dont le Grand Prix de Plouay pour Filippo Pozzato. Troisième du Tour de Catalogne, Michele Scarponi se classe à nouveau quatrième du Tour d'Italie, deux places devant Przemysław Niemiec. Le puncheur Diego Ulissi décroche six victoires, la plupart sur le calendrier italien.
En 2014, le budget de l'équipe est de 7,5 millions d'euros. Le champion du monde en titre Rui Costa rejoint l'équipe, tandis que Scarponi et Petacchi s'en vont. Rui Costa devient le leader de la Lampre-Merida, terminant quatrième du classement UCI, grâce à son succès au général du Tour de Suisse, ainsi qu'à ses nombreuses places d'honneur : deuxième de Paris-Nice et du Grand Prix cycliste de Montréal, ainsi que troisième du Tour de Romandie et du Tour de Lombardie. Diego Ulissi gagne deux étapes du Tour d'Italie, alors que Winner Anacona et Przemysław Niemiec s'adjugent une étape chacun du Tour d'Espagne.
Lors de la saison 2015, l'équipe réalise un festival sur les grands tours, en remportant quatre étapes du Tour d'Italie, une du Tour de France (une première depuis cinq ans) et deux du Tour d'Espagne. Même s'il ne décroche aucune grande victoire, Rui Costa se montre régulier : troisième du Critérium du Dauphiné et du Grand Prix cycliste de Montréal, ainsi que quatrième de Paris-Nice, de l'Amstel Gold Race et de Liège-Bastogne-Liège.
En 2016, l'équipe Lampre dispute sa dernière saison sous licence italienne. Elle est également la dernière équipe italienne de première division. La saison est décevante, avec une 15e place au classement World Tour, pour 19 succès. Moins en réussite, Rui Costa accumule les places d'honneur, se classant notamment troisième de Liège-Bastogne-Liège. Diego Ulissi est le meilleur coureur de la saison, il gagne deux étapes du Tour d'Italie et se classe troisième du Grand Prix cycliste de Montréal. En fin de saison, Valerio Conti remporte une étape du Tour d'Espagne.

### Fin 2016: transition vers un nouveau sponsor
En août 2016, l'équipe a confirmé que sa licence d'équipe World Tour est transférée de CGS Cycling à la société chinoise TJ Sport Consultation. Elle deviendrait la première équipe chinoise WorldTour à partir de 2017. L'ancien directeur de l'équipe Saunier Duval-Prodir Mauro Gianetti est annoncé comme coordinateur pour le projet. Dans une interview avec La Gazzetta dello Sport le mois suivant, Saronni a confirmé que lui et CGS Cycling continueraient à diriger l'équipe pour le compte de TJ Sport, et que les vélos de l'équipe seraient fournis par Colnago. Il a indiqué que le projet était coordonné par le gouvernement chinois, via TJ Sport, avec la participation d'un certain nombre de sociétés chinoises, y compris Alibaba et que son but était de développer le cyclisme et les coureurs chinois. L'équipe n'est cependant pas dans la première liste des équipes World Tour de 2017 publiée par l'UCI, son dossier étant examiné de plus près par la Commission des Licences,. Selon Saronni, la raison du retard est que le chef du projet TJ Sport, Li Zhiqiang, est tombé gravement malade, ce qui a empêché la confirmation du financement du projet.
En conséquence, l'équipe doit trouver ailleurs un sponsor. C'est finalement Matar Suhail Al Yabhouni Al Dhaheri, magnat de l'immobilier à Abou Dhabi, qui donne son accord pour financer l'équipe qui est renommée UAE Abu Dhabi. L'UCI confirme la licence WorldTour de l'équipe le 20 décembre.

### Depuis 2017: l'ère UAE Emirates avec Pogačar

#### 2017-2022: une progression constante jusqu'aux succès sur le Tour
En février 2017, l'équipe annonce que la compagnie aérienne Emirates a signé avec l'équipe en tant que sponsor principal. L'équipe change de nom et devient UAE Team Emirates, mais conserve son essence italienne. En juin 2017, deux jours avant le Tour de France, l'équipe confirme l'arrivée de la First Abu Dhabi Bank en tant que nouveau sponsor, une fusion de la First Gulf Bank et de la National Bank of Abu Dhabi. Leur logo est ajouté au maillot de l'équipe. Cette première saison avec le nouveau nom est marquée par les victoires de Rui Costa sur le Tour d'Abou Dabi (épreuve importante pour le sponsor) et de Diego Ulissi au Grand Prix de Montréal et sur le Tour de Turquie.

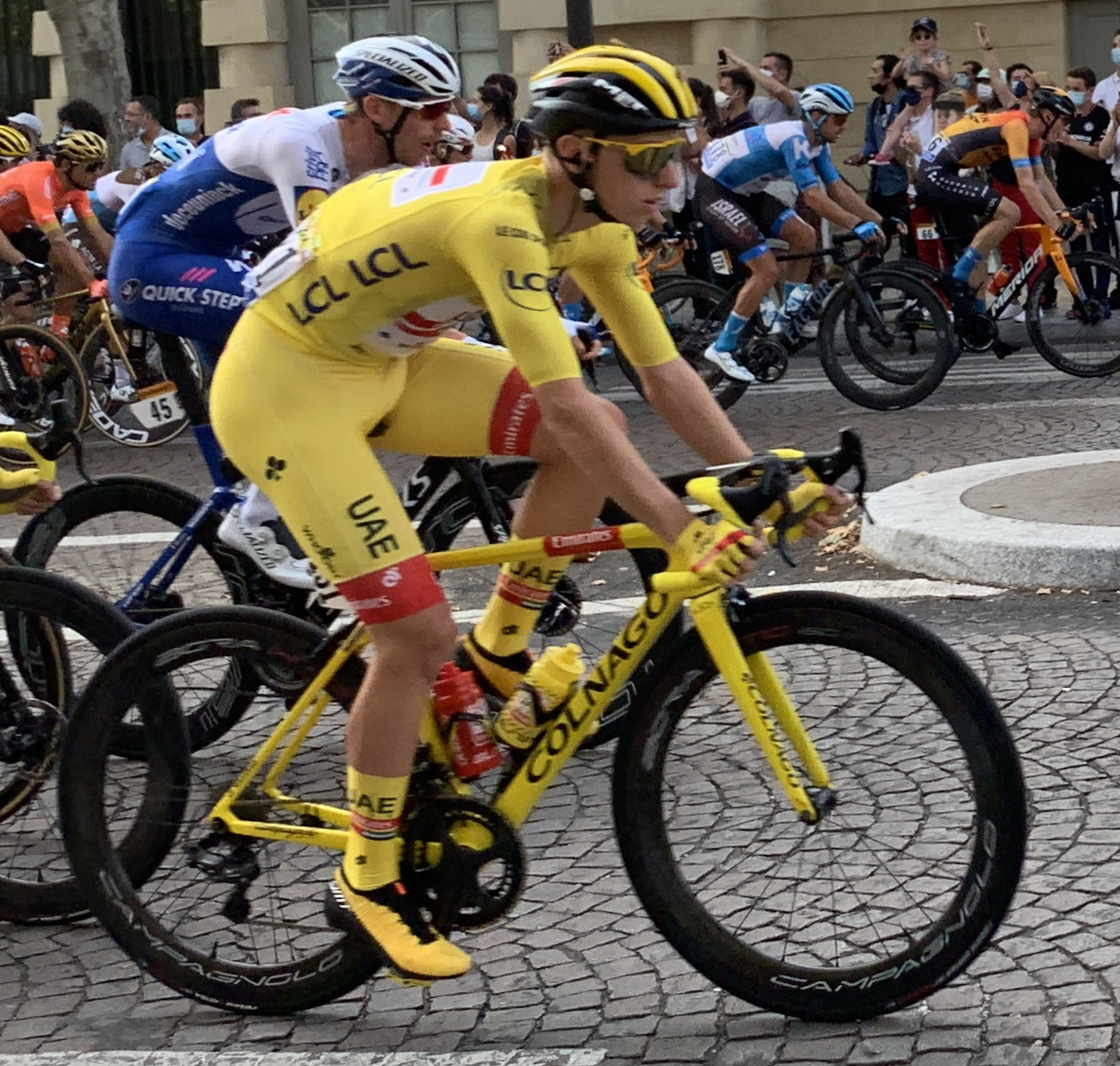
Tadej Pogačar vainqueur du Tour de France 2020.

Pour 2018, la direction décide d’investir et d'engager de grands noms du cyclisme pour continuer sa progression. Ainsi en octobre 2017, après Dan Martin, en août 2017, et le champion d'Europe Alexander Kristoff, c'est l'Italien Fabio Aru qui signe un contrat de trois ans avec l'équipe émiratie,. L'équipe réalise une saison décevante et termine pour la troisième fois en quatre ans à la douzième place du classement World Tour par équipes, avec seulement douze succès, dont six sur le World Tour. Alexander Kristoff (sur les Champs-Élysées) et Dan Martin gagnent chacun une étape du Tour de France, où l'Irlandais termine huitième du général. Kristoff remporte une nouvelle fois l'Eschborn-Francfort et se classe quatrième de Milan-San Remo.
La saison 2019 voit l'équipe terminer quatrième du classement mondial UCI (meilleur classement de la structure depuis 2006, à l'époque de la Lampre), en obtenant 29 victoires dont 11 en World Tour. Pour sa première année chez les professionnels, Tadej Pogačar se révèle comme un leader. Victorieux du Tour de l'Algarve dès février, il remporte le Tour de Californie, une épreuve du World Tour. Mais c'est lors du Tour d'Espagne qu'il réalise sa plus grande performance. À 20 ans, il rentre dans l'histoire en terminant troisième et meilleur jeune de la course et en remportant trois étapes de montagne. De son côté, toujours aussi régulier Alexander Kristoff compte sept victoires, dont Gand-Wevelgem et se classe troisième du Tour des Flandres. Diego Ulissi est deuxième du Grand Prix cycliste de Montréal, troisième de la Flèche wallonne et du Tour de Pologne. Sur le Tour d'Italie, Fernando Gaviria remporte une étape, tandis que Valerio Conti et Jan Polanc porte le maillot rose sur un total cumulé de huit jours. Rui Costa est deuxième du Tour de Romandie et Dan Martin deuxième du Tour du Pays basque, alors que Fabio Aru déçoit à cause d'une douleur de l'artère iliaque.
En 2020, pour compenser le départ de Dan Martin, l'équipe recrute Davide Formolo, ainsi que les espoirs Mikkel Bjerg, Brandon McNulty, Alessandro Covi et Andrés Camilo Ardila. L'année s'avère historique pour l'équipe qui réalise la meilleure saison de son histoire. Avec 33 victoires, principalement sur les courses par étapes, l'équipe termine troisième du classement mondial, soit un rang de mieux que l'année précédente. Tadej Pogačar marque l'histoire en remportant trois étapes et le général du Tour de France grâce au contre-la-montre de la Planche des Belles Filles. Également meilleur jeune et meilleur grimpeur du Tour, il termine l'année numéro 2 mondial en se classant notamment deuxième du Tour des Émirats arabes unis, troisième de Liège-Bastogne-Liège et quatrième du Critérium du Dauphiné. Davide Formolo est deuxième des Strade Bianche, tandis qu'Alexander Kristoff gagne la première étape du Tour, où il porte le maillot jaune et se classe troisième du Tour des Flandres. De son côté, Diego Ulissi termine deuxième du Tour Down Under et gagne deux étapes du Tour d'Italie, alors que Jasper Philipsen remporte une étape du Tour d'Espagne.
Emmenée par le nouveau numéro un mondial Tadej Pogačar, l'équipe réalise à nouveau une grande saison en décrochant 32 succès et une quatrième place au classement UCI. Numéro un mondial, Pogačar remporte un deuxième Tour de France, ajoutant trois victoires d'étape et deux semaines avec le maillot jaune. Il domine la saison aussi bien sur les courses par étapes et les classiques, gagnant le Tour des Émirats arabes unis, Tirreno-Adriatico, Liège-Bastogne-Liège et le Tour de Lombardie. Joseph Dombrowski gagne une étape sur le Tour d'Italie et Rafał Majka une autre sur le Tour d'Espagne.

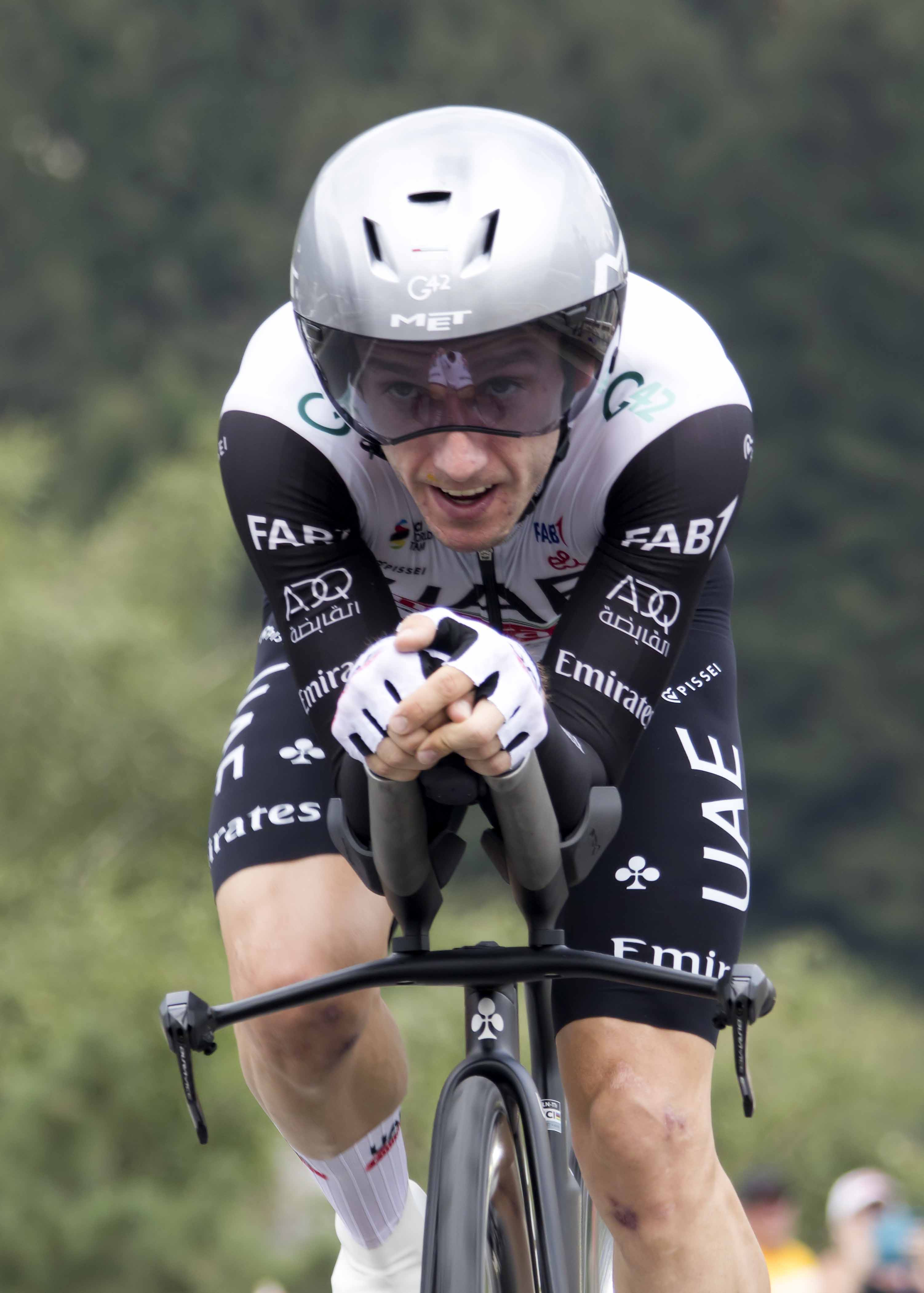
Adam Yates lors du Tour de France 2023.

En 2022, l'équipe voit notamment arriver João Almeida, Pascal Ackermann et George Bennett, tandis qu'Alexander Kristoff s'en va. Avec 48 succès (comme Jumbo-Visma), elle est l'équipe la plus victorieuse de la saison. Si Tadej Pogačar doit se contenter de la deuxième place sur le Tour de France, où il gagne trois étapes, il se classe à nouveau numéro un mondial grâce à ses succès sur de nombreuses courses prestigieuses : Tour des Émirats arabes unis, Strade Bianche, Tirreno-Adriatico, GP de Montréal, Tour de Lombardie. Juan Ayuso se révèle lors de cette saison, où il termine troisième du Tour d'Espagne à seulement 20 ans. Almeida se montre régulier et termine notamment troisième du Tour de Catalogne et cinquième du Tour d'Espagne, où Marc Soler et Juan Sebastián Molano remportent chacun une étape. De son côté, Alessandro Covi gagne une étape du Tour d'Italie, tandis que Fernando Gaviria est deuxième d'Eschborn-Francfort.

#### 2023-2024: domination sur le cyclisme mondial
Pour la saison 2023, Adam Yates, Jay Vine et Felix Großschartner sont recrutés pour aider Tadej Pogačar à gagner le Tour. L'équipe décroche 57 succès et termine numéro une mondiale pour la première fois de son histoire. Pour la troisième année consécutive, Pogačar se classe numéro 1 au classement UCI en décrochant 17 victoires, dont Paris-Nice, le Tour des Flandres, l'Amstel Gold Race, la Flèche wallonne et le Tour de Lombardie. Lors du Tour de France, il doit se contenter de la deuxième place derrière Jonas Vingegaard, mais gagne deux étapes et le classement du meilleur jeune. Toujours sur le Tour, Adam Yates remporte la 1re étape, porte le maillot jaune pendant quatre jours et termine troisième du classement général. Également deuxième du Critérium du Dauphiné, ainsi que troisième du Tour des Émirats arabes unis, il remporte surtout le Tour de Romandie et le Grand Prix cycliste de Montréal. Sur les autres courses par étapes, Jay Vine remporte le Tour Down Under et Tim Wellens gagne le Renewi Tour. João Almeida se classe troisième du Tour d'Italie, où il gagne une étape et termine meilleur jeune. Il est aussi deuxième de Tirreno-Adriatico et du Tour de Pologne, ainsi que troisième du Tour de Catalogne. De son côté, Juan Ayuso prend la deuxième place du Tour de Suisse et la quatrième place du Tour d'Espagne. Le puncheur Marc Hirschi fait son retour à un bon niveau en décrochant 7 victoires.
En 2024, UAE Team Emirates réalise une saison historique en terminant à nouveau numéro une mondiale avec un total record de 81 victoires. Tadej Pogačar est l'auteur d'une saison quasi parfaite avec 25 succès, dont un rare doublé Tour d'Italie/Tour de France, où il ajoute six succès d'étape sur chacun des grands tours. Il devient également champion du monde et remporte coup sur coup les Strade Bianche, le Tour de Catalogne, Liège-Bastogne-Liège, le Grand Prix cycliste de Montréal , ainsi que le Tour de Lombardie. Adam Yates gagne le Tour de Suisse et une étape du Tour d'Espagne. Deuxième de l'Amstel Gold Race, Marc Hirschi gagne 14 courses, dont la Classique de Saint-Sébastien et la Bretagne Classic. Moins en réussite, João Almeida termine deuxième du Tour de Suisse et quatrième du Tour de France, mais abandonne lors du Tour d'Espagne. De son côté, Juan Ayuso remporte le Tour du Pays basque et prend la deuxième place de Tirreno-Adriatico. Tim Wellens gagne à nouveau le Renewi Tour, tandis que Diego Ulissi est deuxième du Tour de Pologne et Brandon McNulty troisième de Paris-Nice. Nils Politt termine deuxième du Circuit Het Nieuwsblad, troisième du Tour des Flandres et quatrième de Paris-Roubaix.

## L'équipe et le dopage
En 1993, Maurizio Fondriest qui remporte 25 victoires, dont plusieurs manches de Coupe du monde, est contrôlé positif à une substance inconnue lors de la Wincanton Classic qu'il termine troisième. Au cours du procès du controversé médecin italien Francesco Conconi, la Corriere della Sera rapporte que celui-ci a usé de son influence auprès des autorités sportives pour empêcher Fondriest d'être disqualifié,,. En 1999, il est révélé que Fondriest figure dans un fichier intitulé « dblab », trouvé sur un ordinateur saisi chez Conconi. Il contient les noms de nombreux sportifs, dont de nombreux cyclistes professionnels, avec des détails sur leurs niveaux de ferrétine et d'hématocrite enregistrés en 1993, certains dangereusement élevés.
Dans le cadre d'une enquête sur le médecin Francesco Conconi, le manager de l'équipe Lampre-Daikin Pietro Algeri et son directeur sportif Maurio Piovani sont arrêtés le 30 juin 1999 et « accusés de trafic de produits dangereux pour la santé ». La maison du coureur Gabriele Missaglia est fouillée.
En juillet 1999, Ludo Dierckxsens remporte en solitaire la 11e étape du Tour de France. Il est cependant retiré du Tour par son équipe quelques jours plus tard, après avoir indiqué aux commissaires antidopage qu'il avait utilisé un médicament à base de corticoïdes pour soigner son genou deux mois auparavant. Il est ensuite suspendu six mois par la fédération belge,.
En mai 2001, Sergio Barbero est contrôlé positif à l'EPO sur le Tour de Romandie et suspendu six mois. Quelques jours plus tard, lors du Blitz du Giro 2001, quatre coureurs de l'équipe font partie de la liste d'accusation.
En juillet 2002, le dernier jour du Tour de France 2002, Edita Rumšas, la femme du coureur Raimondas Rumšas troisième du Tour est arrêtée au tunnel du Mont Blanc. Sa voiture contenait des quantités considérables de produits dopants. Le médecin polonais Krzysztof Ficek admet avoir fait les ordonnances en sa possession. À la suite de l'arrestation d'Edita Rumšas, une camionnette appartenant à l'équipe de Lampre est fouillée et des substances sont trouvées en possession du médecin José Ibarguren. Les arrestations ont lieu plus tard dans l'année après Paris-Tours le 6 octobre. Dix personnes, dont quatre coureurs sont interrogés sur l'affaire Rumšas, puis relâché. En juin 2005, Raimondas Rumšas est finalement arrêté lui aussi en Italie. Le couple Rumšas est condamnée en janvier 2006 à quatre mois de prison avec sursis.
Au début de l'année 2003, Alberto Loddo gagne le Tour du Qatar ainsi que la deuxième étape du Tour de l'Algarve. Il est néanmoins contrôlé positif à la caféine lors de sa victoire au Portugal et suspendu un mois.
Raimondas Rumšas est suspendu pour un an et condamné à une amende de 1 335 euros après un contrôle antidopage positif à l'érythropoïétine (EPO) effectué lors du Tour d'Italie 2003. Rumšas a terminé le Giro à la sixième place et il est suspendu par son équipe, la Lampre, dès son contrôle positif connu.
Lors du Tour d'Espagne 2004, Francesco Casagrande est mis en arrêt de travail pour un hématocrite supérieur à 50 %.

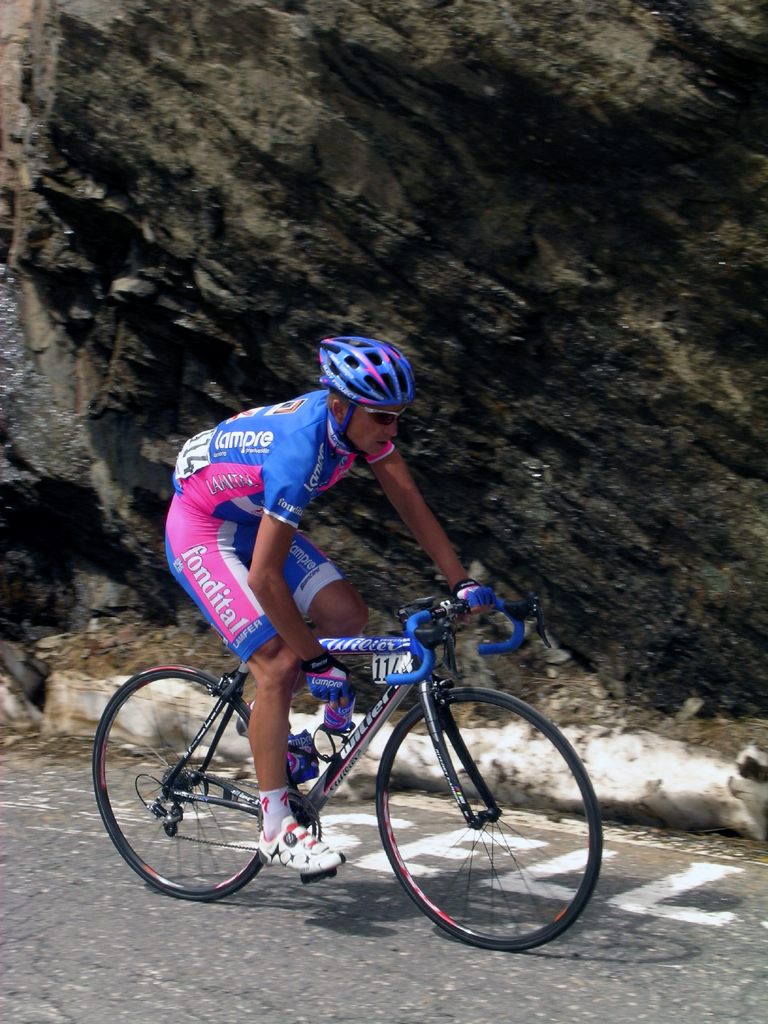
Evgueni Petrov lors du Tour d'Italie 2006.

Daniele Bennati est contrôlé positif à la bétaméthasone après avoir terminé troisième de Gand-Wevelgem 2005. Il ne reçoit qu'un avertissement après avoir convaincu les autorités italiennes qu'il n'avait pas déclaré avoir utilisé une crème anti-inflammatoire. En juin 2005, Michele Scotto D'Abusco est enlevé de l'équipe pour un hématocrite supérieur à 50 % lors du prologue du Critérium du Dauphiné libéré 2005. C'est également le cas d'Evgueni Petrov avant la 10e étape du Tour de France qu'il est contraint d'abandonner.
En mars 2008, Patxi Vila fait l'objet d'un contrôle antidopage positif à la testostérone, annoncé en mai après son abandon au Tour de Romandie alors qu'il était leader du classement de la montagne. L'annonce a lieu peu de temps avant le départ du Tour d'Italie, où il devait être le leader de son équipe. Patxi Vila prétend que le contrôle positif est dû au fait qu'il a pris des acides aminés contaminés sans le savoir avec de la testostérone, bien qu'il ait admis que c'était une erreur de sa part. Il est sanctionné par la Fédération royale espagnole de cyclisme (RFEC) avec deux ans de suspension (sanction habituelle en cas de dopage). Il fait appel de la sanction devant la RFEC. Cependant, après n'avoir reçu aucune nouvelle, il est allé devant le TAS. Le 20 octobre 2009, le TAS annonce la réduction de sa sanction, qui passe de 24 à 18 mois, de sorte qu'elle se termine le 5 novembre 2009.
Le 31 juillet 2008, le contrôle antidopage dont Paolo Bossoni a fait l'objet à l'issue du championnat d'Italie sur route en juin est annoncé positif à l'EPO. Il est suspendu deux ans par le CONI. Il reconnaît s'être dopé et fait appel pour réduire sa suspension, sans succès.
Le 4 avril 2010, la police italienne, enquêtant sur une affaire de dopage concernant 35 personnes liées à l'équipe Lampre-Farnese Vini, perquisitionne le domicile d'Alessandro Petacchi. Aucune substance illicite n'est trouvée à cette occasion. Il fait néanmoins l'objet d'une enquête pour « usage de substances interdites » basée sur de nouveaux éléments de preuves d'après la Gazzetta dello Sport. Il est à ce titre convoqué le 28 juillet devant le procureur chargé de l'enquête et devant le CONI le 24 août. Il est finalement lavé de tout soupçon. En août de la même année, il est révélé par La Gazzetta dello Sport qu'une enquête débutée en 2008, portant le nom « Opération Via col doping » pour dopage, frappe plusieurs personnalités et coureurs évoluant ou ayant évolué à la Lampre (dont Alessandro Petacchi, Lorenzo Bernucci, Damiano Cunego ou encore Alessandro Ballan),.
Le 15 mai 2013, l'UCI informe de la suspension provisoire de Miguel Ubeto. Un échantillon d’urine prélevé, le 16 avril, lors d’un contrôle hors compétition, présente des résultats anormaux (présence de GW 1516). Immédiatement, son équipe le met à pied. En juillet, l'UCI propose à la fédération vénézuélienne de suspendre le coureur deux ans et de lui infliger une amende de 42 000 euros. Le coureur avait déclaré que la substance ingérée était dans un médicament donné pour lui permettre de récupérer de son opération, après sa fracture. Il est suspendu deux ans.
Le 17 janvier 2014, le comité olympique italien suspend Alessandro Ballan pour deux ans, pour un traitement à l'ozone en 2009. Sa suspension est réduite en appel de cinq mois.
Le 25 juin 2014, Diego Ulissi est provisoirement suspendu par son équipe à la suite d'un contrôle positif au salbutamol datant du 21 mai 2014 lors de la onzième étape du Giro. Après ce contrôle, l'équipe reconnait l'utilisation d'un inhalateur par son coureur, qui déclare de son côté avoir utilisé un dosage autorisé pendant cette course. Non suspendu par l'Union cycliste internationale (UCI), il prévoit de revenir en compétition au Trittico Lombardo en septembre, et participe effectivement à la Coppa Bernocchi le 16 septembre. Une fois cette course terminée, il est de nouveau suspendu provisoirement en raison d'une procédure lancée par Swiss Cycling, la fédération à laquelle la licence d'Ulissi est rattachée, sur demande de l'UCI. Après avoir étudié l'affaire, le comité olympique suisse réduit la suspension à neuf mois et il est autorisé à courir à compter du 28 mars 2015, Ulissi étant considéré coupable de « négligence ». Durant sa suspension, Ulissi garde son contrat avec Lampre-Merida, ce qui amène celle-ci à être en contradiction avec les règles du Mouvement pour un cyclisme crédible, association que quitte l'équipe en mars 2015,,
Le 14 mai 2019, pendant le Tour d'Italie, Sebastián Molano est provisoirement suspendu par son équipe après des contrôles internes, en raison de « résultats physiologiques apparemment inhabituels ». Il n'est donc pas au départ de la quatrième étape et doit passer de nouveaux examens. En juillet, il est de nouveau autorisé à courir, les valeurs inhabituelles étant attribuées à la grande sensibilité du cycliste aux changements d'altitude.
Toujours le 14 mai 2019, Alessandro Petacchi est suspendu à titre provisoire dans le cadre de l'opération Aderlass, une enquête policière en Autriche. Son nom apparaît dans les fichiers du médecin allemand Mark Schmidt, au centre de l'affaire. Petacchi est suspecté d'avoir pratiqué des transfusions sanguines à la fin de sa carrière, en 2012 et 2013, alors qu'il courait à l'époque au sein des équipes Lampre puis Omega Pharma-Quick Step,. Petacchi nie les faits et déclare : « Je n'ai jamais eu de transfusion sanguine. Et je ne sais pas pourquoi mon nom apparaît dans ce fichier ». Le lendemain, Kristijan Đurasek qui court le Tour de Californie, est suspendu à titre provisoire dans la même affaire. Il est suspecté d'avoir utilisé des méthodes interdites en 2017,. Le 24 août 2019, Petacchi s'est vu imposer une période d'inéligibilité de deux ans par l'UCI. Le 13 novembre 2019, l'UCI annonce que Đurasek est suspendu quatre ans,.
En novembre 2020, Danilo Hondo déclare à un tribunal de Munich que lui et son coéquipier de la Lampre, Alessandro Petacchi, avaient utilisé les services du docteur Mark Schmidt pour le dopage sanguin au cours de la saison 2012,. En réaction, Petacchi nie toute implication et indique, après avoir échangé avec l'avocat de Hondo, que « la déposition faite par Hondo est mal traduite et rapportée incorrectement car on lui attribue un sens inexact ».

## Classements UCI
De 1999 à 2004, la Lampre est classée parmi les Groupes Sportifs I, la première catégorie des équipes cyclistes professionnelles. Les classements détaillés ci-dessous pour cette période sont ceux de la formation Lampre en fin de saison.
| Saison | Classement par équipes | Meilleur coureur au classement individuel |
| ------ | ---------------------- | ----------------------------------------- |
| 1993   | -                      | Maurizio Fondriest (3e)                   |
| 1994   | -                      | Maurizio Fondriest (5e)                   |
| 1995   | -                      | Maurizio Fondriest (13e)                  |
| 1996   | -                      | Pavel Tonkov (14e)                        |
| 1999   | 17e                    | Oscar Camenzind (13e)                     |
| 2000   | 4e                     | Gilberto Simoni (12e)                     |
| 2001   | 11e                    | Gilberto Simoni (5e)                      |
| 2002   | 18e                    | Raimondas Rumšas (40e)                    |
| 2003   | 18e                    | Francesco Casagrande (13e)                |
| 2004   | 19e                    | Igor Astarloa (62e)                       |

De 2005 à 2008, elle figure au classement par équipes de l'UCI ProTour.
| Saison | Classement par équipes | Meilleur coureur au classement individuel |
| ------ | ---------------------- | ----------------------------------------- |
| 2005   | 16e                    | Gilberto Simoni (12e)                     |
| 2006   | 4e                     | Alessandro Ballan (6e)                    |
| 2007   | 10e                    | Damiano Cunego (7e)                       |
| 2008   | 17e                    | Damiano Cunego (2e)                       |

En 2009, le classement du ProTour est remplacé par le Calendrier mondial UCI.
| Calendrier mondial | Calendrier mondial     | Calendrier mondial                        | Calendrier mondial |
| Année              | Classement par équipes | Meilleur coureur au classement individuel |                    |
| ------------------ | ---------------------- | ----------------------------------------- | ------------------ |
| 2009               | 13e                    | Damiano Cunego (12e)                      |                    |
| 2010               | 14e                    | Alessandro Petacchi (24e)                 |                    |
|                    |                        |                                           |                    |
| Source : UCI       |                        |                                           |                    |

En 2011, le Calendrier mondial UCI est remplacé par l'UCI World Tour.
| UCI World Tour | UCI World Tour         | UCI World Tour                            | UCI World Tour |
| Année          | Classement par équipes | Meilleur coureur au classement individuel |                |
| -------------- | ---------------------- | ----------------------------------------- | -------------- |
| 2011           | 6e                     | Michele Scarponi (4e)                     |                |
| 2012           | 14e                    | Damiano Cunego (21e)                      |                |
| 2013           | 14e                    | Michele Scarponi (16e)                    |                |
| 2014           | 14e                    | Rui Costa (4e)                            |                |
| 2015           | 12e                    | Rui Costa (9e)                            |                |
| 2016           | 15e                    | Rui Costa (19e)                           |                |
| 2017           | 12e                    | Diego Ulissi (16e)                        |                |
| 2018           | 12e                    | Alexander Kristoff (27e)                  |                |
|                |                        |                                           |                |
| Source : UCI   |                        |                                           |                |

En 2016, le Classement mondial UCI qui prend en compte toutes les épreuves UCI est mis en place parallèlement à l'UCI World Tour et aux circuits continentaux. Il remplace définitivement l'UCI World Tour en 2019.
| Classement mondial | Classement mondial     | Classement mondial                        | Classement mondial |
| Année              | Classement par équipes | Meilleur coureur au classement individuel |                    |
| ------------------ | ---------------------- | ----------------------------------------- | ------------------ |
| 2016               | -                      | Diego Ulissi (9e)                         |                    |
| 2017               | -                      | Diego Ulissi (15e)                        |                    |
| 2018               | -                      | Alexander Kristoff (23e)                  |                    |
| 2019               | 4e                     | Alexander Kristoff (8e)                   |                    |
| 2020               | 3e                     | Tadej Pogačar (2e)                        |                    |
| 2021               | 4e                     | Tadej Pogačar (1er)                       |                    |
| 2022               | 2e                     | Tadej Pogačar (1er)                       |                    |
| 2023               | 1er                    | Tadej Pogačar (1er)                       |                    |
| 2024               | 1er                    | Tadej Pogačar (1er)                       |                    |
|                    |                        |                                           |                    |
| Source : UCI       |                        |                                           |                    |

Les coureurs sont également classés dans les circuits continentaux à partir de 2016.
UCI Africa Tour
| UCI Africa Tour | UCI Africa Tour        | UCI Africa Tour                           | UCI Africa Tour |
| Année           | Classement par équipes | Meilleur coureur au classement individuel |                 |
| --------------- | ---------------------- | ----------------------------------------- | --------------- |
| 2016            | -                      | Tsgabu Grmay (25e)                        |                 |
| 2017            | -                      | Anass Aït El Abdia (50e)                  |                 |
| 2018            | -                      | Anass Aït El Abdia (64e)                  |                 |
| 2021            | -                      | Ryan Gibbons (2e)                         |                 |
| 2022            | -                      | Ryan Gibbons (13e)                        |                 |
| 2023            | -                      | Ryan Gibbons (80e)                        |                 |
|                 |                        |                                           |                 |
| Source : UCI    |                        |                                           |                 |

UCI America Tour
| UCI America Tour | UCI America Tour       | UCI America Tour                          | UCI America Tour |
| Année            | Classement par équipes | Meilleur coureur au classement individuel |                  |
| ---------------- | ---------------------- | ----------------------------------------- | ---------------- |
| 2016             | -                      | Louis Meintjes (23e)                      |                  |
| 2017             | -                      | Rui Costa (54e)                           |                  |
| 2018             | -                      | Filippo Ganna (49e)                       |                  |
| 2019             | -                      | Fernando Gaviria (7e)                     |                  |
| 2020             | -                      | Fernando Gaviria (10e)                    |                  |
| 2021             | -                      | Brandon McNulty (10e)                     |                  |
| 2022             | -                      | Brandon McNulty (6e)                      |                  |
| 2023             | -                      | Brandon McNulty (6e)                      |                  |
| 2024             | -                      | Brandon McNulty (2e)                      |                  |
|                  |                        |                                           |                  |
| Source : UCI     |                        |                                           |                  |

UCI Asia Tour
| UCI Asia Tour | UCI Asia Tour          | UCI Asia Tour                             | UCI Asia Tour |
| Année         | Classement par équipes | Meilleur coureur au classement individuel |               |
| ------------- | ---------------------- | ----------------------------------------- | ------------- |
| 2016          | -                      | Yukiya Arashiro (13e)                     |               |
| 2017          | -                      | Matej Mohorič (8e)                        |               |
| 2018          | -                      | Yousif Mirza (8e)                         |               |
| 2019          | -                      | Yousif Mirza (13e)                        |               |
| 2021          | -                      | Yousif Mirza (13e)                        |               |
| 2022          | -                      | Yousif Mirza (13e)                        |               |
|               |                        |                                           |               |
| Source : UCI  |                        |                                           |               |

UCI Europe Tour
| UCI Europe Tour | UCI Europe Tour        | UCI Europe Tour                           | UCI Europe Tour |
| Année           | Classement par équipes | Meilleur coureur au classement individuel |                 |
| --------------- | ---------------------- | ----------------------------------------- | --------------- |
| 2016            | -                      | Diego Ulissi (7e)                         |                 |
| 2017            | -                      | Diego Ulissi (37e)                        |                 |
| 2018            | -                      | Alexander Kristoff (104e)                 |                 |
| 2019            | -                      | Alexander Kristoff (7e)                   |                 |
| 2020            | -                      | Tadej Pogačar (2e)                        |                 |
| 2021            | -                      | Tadej Pogačar (1er)                       |                 |
| 2022            | -                      | Tadej Pogačar (1er)                       |                 |
| 2023            | -                      | Tadej Pogačar (1er)                       |                 |
| 2024            | -                      | Tadej Pogačar (1er)                       |                 |
|                 |                        |                                           |                 |
| Source : UCI    |                        |                                           |                 |

UCI Oceania Tour
| UCI Oceania Tour | UCI Oceania Tour       | UCI Oceania Tour                          | UCI Oceania Tour |
| Année            | Classement par équipes | Meilleur coureur au classement individuel |                  |
| ---------------- | ---------------------- | ----------------------------------------- | ---------------- |
| 2021             | -                      | Finn Fisher-Black (14e)                   |                  |
| 2022             | -                      | George Bennett (13e)                      |                  |
| 2023             | -                      | Jay Vine (8e)                             |                  |
| 2024             | -                      | Jay Vine (9e)                             |                  |
|                  |                        |                                           |                  |
| Source : UCI     |                        |                                           |                  |

## Principales victoires

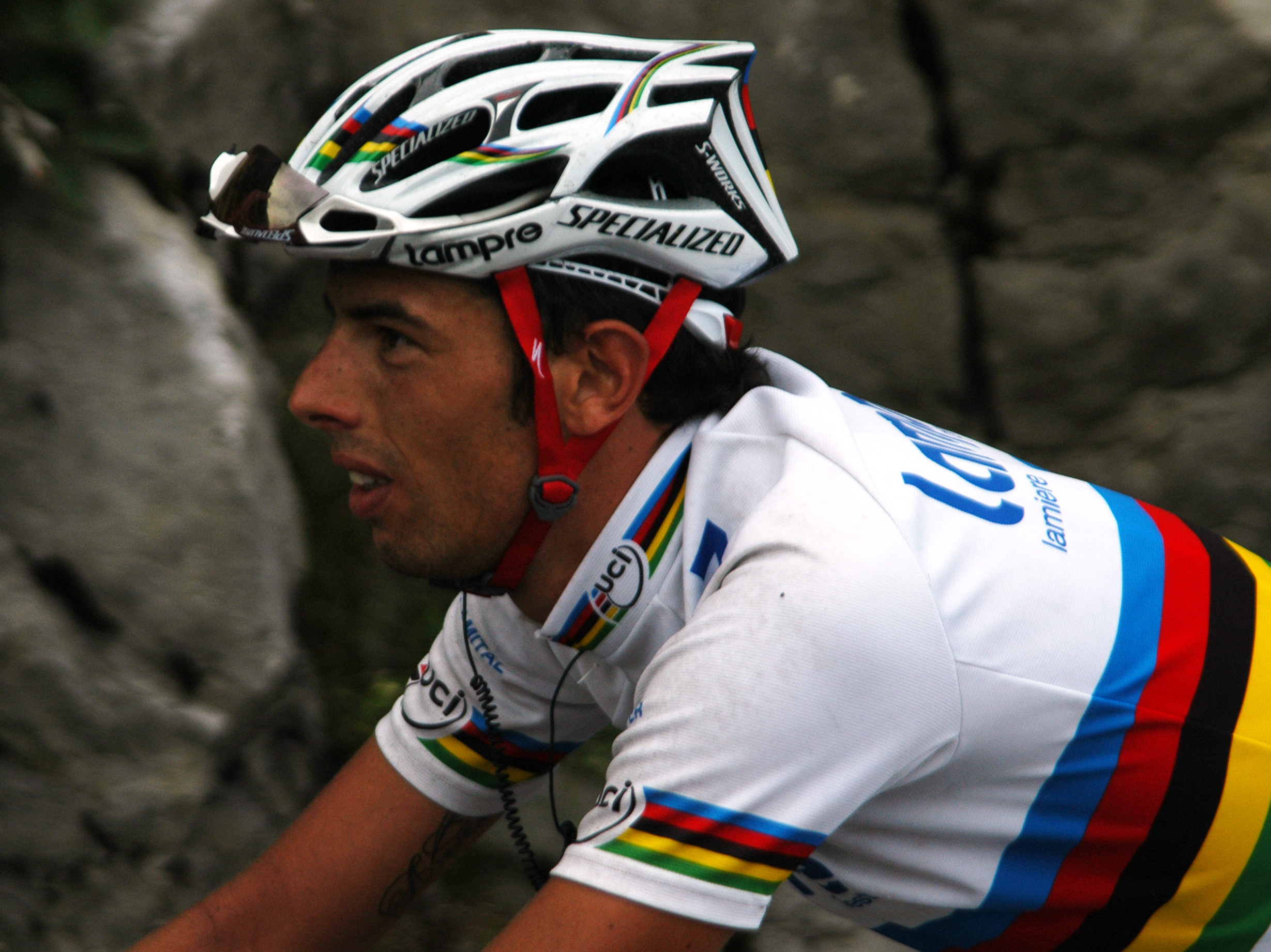
Alessandro Ballan durant le Tour de France 2009.

### Compétitions internationales
Contrairement aux autres courses, les championnats du monde et championnats continentaux sont disputés par équipes nationales et non par équipes commerciales.
 Championnats du monde sur route
- Course en ligne : 2008 (Alessandro Ballan) et 2024 (Tadej Pogačar)

 Championnats du monde sur piste
- Poursuite individuelle : 2018 (Filippo Ganna)

 Championnats d'Afrique sur route
- Course en ligne : 2021 (Ryan Gibbons)
- Contre-la-montre : 2015 (Tsgabu Grmay) et 2021 (Ryan Gibbons)

 Championnats d'Asie sur route
- Course en ligne : 2018 (Yousif Mirza)

 Championnats d'Europe sur piste
- Poursuite individuelle : 2018 (Filippo Ganna) et 2020 (Ivo Oliveira)

### Courses d'un jour
Victoires sur les classiques de niveau World Tour ou équivalent (en gras les victoires sur les classiques « Monuments ») :
- Milan-San Remo : 1993 (Maurizio Fondriest)
- Flèche wallonne : 1993 (Maurizio Fondriest) et 2023 (Tadej Pogačar)
- Grand Prix de Zurich : 1993 (Maurizio Fondriest)
- Tour de Lombardie : 1995 (Gianni Faresin), 2007, 2008 (Damiano Cunego), 2021, 2022, 2023 et 2024 (Tadej Pogačar)
- Cyclassics Hamburg : 2000 (Gabriele Missaglia) et 2007 (Alessandro Ballan)
- Liège-Bastogne-Liège : 2001 (Oscar Camenzind), 2021, 2024 et 2025 (Tadej Pogačar)
- Tour des Flandres : 2007 (Alessandro Ballan) et 2023 (Tadej Pogačar)
- Amstel Gold Race : 2008 (Damiano Cunego) et 2023 (Tadej Pogačar)
- Grand Prix de Plouay : 2011 (Grega Bole) et 2013 (Filippo Pozzato)
- Grand Prix de Montréal : 2017 (Diego Ulissi), 2022, 2024 (Tadej Pogačar) et 2023 (Adam Yates)
- Eschborn-Francfort : 2018 (Alexander Kristoff)
- Gand-Wevelgem : 2019 (Alexander Kristoff)
- Strade Bianche : 2022, 2024 et 2025 (Tadej Pogačar)
- Classique de Saint-Sébastien : 2024 (Marc Hirschi)
- Bretagne Classic : 2024 (Marc Hirschi)

Victoires sur les autres courses d'un jour :
- Tour d'Émilie : 1993 (Maurizio Fondriest), 2000, 2005 (Gilberto Simoni), 2013 (Diego Ulissi), 2024 (Tadej Pogačar)
- Florence-Pistoia : 1993 (Maurizio Fondriest)
- Tour du Latium : 1994 (Maurizio Fondriest), 2006 (Giuliano Figueras)
- Coppa Sabatini : 1994 (Maurizio Fondriest), 2013 (Diego Ulissi), 2023 et 2024 (Marc Hirschi)
- Grand Prix Pino Cerami : 1996 (Marco Serpellini)
- Grand Prix de Denain : 1996 (Ján Svorada) et 2023 (Sebastián Molano)
- Tour des Apennins : 1996 (Wladimir Belli), 2005 (Gilberto Simoni), 2011 (Damiano Cunego), 2023 (Marc Hirschi), 2024 (Jan Christen)
- Clasica de Almeria : 1999 (Ján Svorada)
- Grand Prix de l'industrie et du commerce de Prato : 2000 (Sergio Barbero), 2006 (Daniele Bennati), 2010 (Diego Ulissi)
- Grand Prix Bruno Beghelli : 2000 (Marco Serpellini), 2007 (Damiano Cunego), 2014 (Valerio Conti)
- Japan Cup : 2000 (Massimo Codol), 2001 (Gilberto Simoni), 2002, 2003 (Sergio Barbero), 2005, 2008 (Damiano Cunego)
- Tour de Rijke : 2001 (Robert Hunter)
- GP Chiasso : 2002 (Rubens Bertogliati)
- Grand Prix de la ville de Camaiore : 2003 (Marco Serpellini), 2014 (Diego Ulissi)
- Coppa Agostoni : 2003 (Francesco Casagrande), 2010 (Francesco Gavazzi), 2013 (Filippo Pozzato), 2014 (Niccolò Bonifazio), 2019 (Aleksandr Riabushenko), 2023 (Davide Formolo), 2024 (Marc Hirschi)
- Coppa Bernocchi : 2003 (Sergio Barbero), 2006, 2007 (Danilo Napolitano)|
- Trophée Melinda : 2003 (Francesco Casagrande), 2005 (Damiano Cunego)
- Tour de Romagne : 2004 (Gianluca Bortolami), 2024 (António Morgado)
- Tour de Toscane : 2005 (Daniele Bennati), 2020 (Fernando Gaviria), 2022 (Marc Hirschi)
- Tour de Vénétie : 2005 (Eddy Mazzoleni), 2022 (Matteo Trentin)
- Trofeo Laigueglia : 2006 (Alessandro Ballan), 2011 (Daniele Pietropolli), 2013 (Filippo Pozzato), 2014 (José Serpa), 2015 (Davide Cimolai), 2022 (Jan Polanc)
- Giro d'Oro : 2006 (Damiano Cunego)
- Grand Prix de l'industrie et de l'artisanat de Larciano : 2006 (Damiano Cunego), 2024 (Marc Hirschi)
- Mémorial Marco Pantani : 2006 (Daniele Bennati), 2015 (Diego Ulissi), 2024 (Marc Hirschi)
- Tour du Piémont : 2006 (Daniele Bennati)
- Grand Prix de la ville de Modène : 2006 (Daniele Bennati), 2007 (Danilo Napolitano)
- Klasika Primavera : 2008 (Damiano Cunego)
- Tour du Frioul : 2009 (Mirco Lorenzetto)
- Trois vallées varésines : 2009 (Mauro Santambrogio), 2013 (Kristijan Đurasek)
- Tour de Nuremberg : 2009 (Francesco Gavazzi)
- Grand Prix de la côte étrusque : 2010 (Alessandro Petacchi), 2013 (Michele Scarponi), 2017 (Diego Ulissi)
- Gran Premio Industria e Commercio Artigianato Carnaghese : 2012 (Diego Ulissi)
- Milan-Turin : 2013 (Diego Ulissi)
- Trofeo Palma : 2014 (Sacha Modolo)
- Trofeo Ses Salines : 2014 (Sacha Modolo)
- Grand Prix de Lugano : 2015 (Niccolò Bonifazio), 2019 (Diego Ulissi)
- Chrono Champenois : 2015 (Filippo Ganna)
- Circuit de Getxo : 2016 (Diego Ulissi), 2022 (Juan Ayuso)
- Hong Kong Challenge : 2017 (Matej Mohorič)
- Grand Prix du canton d'Argovie : 2018, 2019 (Alexander Kristoff), 2022 (Marc Hirschi)
- Trofeo Matteotti : 2020 (Valerio Conti), 2021 (Matteo Trentin), 2023 (Sjoerd Bax)
- Trofeo Calvia : 2021 (Ryan Gibbons), 2022 (Brandon McNulty), 2025 (Jan Christen)
- Tour de Murcie : 2022 (Alessandro Covi)
- Ardèche Classic : 2022 (Brandon McNulty) et 2024 (Juan Ayuso)
- Le Samyn : 2022 (Matteo Trentin)
- Per sempre Alfredo : 2022 (Marc Hirschi)
- Veneto Classic : 2022 (Marc Hirschi) et 2023 (Davide Formolo)
- Jaén Paraiso Interior : 2023 (Tadej Pogačar)
- Prueba Villafranca-Ordiziako Klasika : 2023 (Marc Hirschi), 2024 (Jan Christen)
- Muscat Classic : 2024 (Finn Fisher-Black)
- Drôme Classic : 2024 (Marc Hirschi)
- Giro della Romagna : 2024 (António Morgado)
- Grand Prix Miguel Indurain : 2024 (Brandon McNulty)
- Super 8 Classic : 2024 (Filippo Baroncini)
- Gran Premio Castellón : 2025 (António Morgado)

### Courses par étapes
Victoires sur les courses de niveau World Tour ou équivalent :
- Tirreno-Adriatico : 1993 (Maurizio Fondriest), 2021 et 2022 (Tadej Pogačar)
- Tour de Suisse : 1995 (Pavel Tonkov), 2000 (Oscar Camenzind) 2014 (Rui Costa) et 2024 (Adam Yates)
- Tour de Pologne : 1994 (Maurizio Fondriest), 1995 (Zbigniew Spruch), 2009 (Alessandro Ballan)
- Tour de Romandie : 2010 (Simon Špilak) et 2023 (Adam Yates)
- Tour de Catalogne : 2011 (Michele Scarponi[n 1]) et 2024 (Tadej Pogačar)
- Tour d'Abou Dabi : 2017 (Rui Costa)
- Tour de Californie : 2019 (Tadej Pogačar)
- Tour des Émirats arabes unis : 2021, 2022 et 2025 (Tadej Pogačar)
- Tour Down Under : 2023 (Jay Vine), Jhonatan Narváez (2025)
- Paris-Nice : 2023 (Tadej Pogačar)
- Renewi Tour : 2023 et 2024 (Tim Wellens)
- Tour du Pays basque : 2024 (Juan Ayuso)

Victoires sur les autres courses par étapes :
- Tour du Trentin : 1993 (Maurizio Fondriest), 1996 (Wladimir Belli), 2006, 2007 (Damiano Cunego), 2011 (Michele Scarponi)
- Grand Prix du Midi libre : 1993 (Maurizio Fondriest) et 1994 (Ján Svorada)
- Escalade de Montjuïc : 1993 (Maurizio Fondriest)
- Tour de Grande-Bretagne : 1994 (Maurizio Fondriest)
- Étoile de Bessèges : 1996 (Ján Svorada)
- Tour du Qatar : 2003 (Alberto Loddo)
- Tour d'Italie amateurs : 2004 (Marco Marzano)
- Semaine internationale Coppi et Bartali : 2006, 2009 (Damiano Cunego), 2013 (Diego Ulissi)
- Trois Jours de La Panne : 2007 (Alessandro Ballan)
- Tour de la province de Reggio de Calabre : 2011 (Daniele Pietropolli)
- Tour de Slovénie : 2011, 2019 (Diego Ulissi), 2021 (Tadej Pogačar)
- Tour de Bavière : 2013 (Adriano Malori)
- Tour de Turquie : 2015 (Kristijan Đurasek), 2017 (Diego Ulissi)
- Tour d'Oman : 2015 (Davide Cimolai) et 2024 (Adam Yates)
- Tour de Hainan : 2015 (Sacha Modolo)
- Tour de République tchèque : 2016 (Diego Ulissi)
- Tour de l'Algarve : 2019 (Tadej Pogačar)
- Tour de Norvège : 2019 (Alexander Kristoff)
- Tour de la Communauté valencienne : 2020 (Tadej Pogačar) et 2024 (Brandon McNulty)
- Tour de Luxembourg : 2020 (Diego Ulissi) et 2023 (Marc Hirschi)
- Semaine cycliste italienne : 2021 (Diego Ulissi)
- Tour d'Andalousie : 2023 (Tadej Pogačar)
- Tour de Hongrie : 2023 (Marc Hirschi)
- Tour des Asturies : 2024 (Isaac Del Toro)
- Tour d'Autriche : 2024 (Diego Ulissi)
- Czech Tour : 2024 (Marc Hirschi)
- Tour de Croatie : 2024 (Brandon McNulty)

### Championnats nationaux
- Championnats d'Afrique du Sud sur route : 1
  - Contre-la-montre : 2021 (Ryan Gibbons)
- Championnats d'Australie sur route : 1
  - Contre-la-montre : 2023 (Jay Vine)
- Championnats d'Autriche sur route : 2
  - Course en ligne : 2005 (Gerrit Glomser)
  - Contre-la-Montre : 2024 (Felix Großschartner)
- Championnats de Belgique sur route : 2
  - Course en ligne : 1999 (Ludo Dierckxsens)
  - Contre-la-montre : 2024 (Tim Wellens)
- Championnats des Émirats arabes unis sur route : 10
  - Course en ligne : 2017, 2018, 2019, 2021 et 2022 (Yousif Mirza)
  - Contre-la-montre : 2017, 2018, 2019, 2021 et 2022 (Yousif Mirza)
- Championnats des États-Unis sur route : 2
  - Contre-la-montre : 2023 et 2024 (Brandon McNulty)
- Championnats d'Éthiopie sur route : 2
  - Course en ligne : 2015 (Tsgabu Grmay)
  - Contre-la-montre : 2015 (Tsgabu Grmay)
- Championnats d'Italie sur route : 2
  - Contre-la-montre : 2006 (Marzio Bruseghin) et 2011 (Adriano Malori)
- Championnats de Norvège sur route : 2
  - Course en ligne : 2018 (Vegard Stake Laengen) et 2020 (Sven Erik Bystrøm)
- Championnats du Portugal sur route : 8
  - Course en ligne : 2014 (Nélson Oliveira), 2015, 2020 (Rui Costa) et 2023 (Ivo Oliveira)
  - Contre-la-montre : 2014, 2015 (Nélson Oliveira), 2020 (Ivo Oliveira) et 2024 (António Morgado)
- Championnats de Slovénie sur route : 10
  - Course en ligne : 2007 (Tadej Valjavec), 2011 (Grega Bole), 2015 (Luka Pibernik), 2023 (Tadej Pogačar), 2024 (Domen Novak)
  - Contre-la-montre : 2017 : (Jan Polanc), 2019, 2020, 2023 (Tadej Pogačar)
  - Contre-la-montre espoirs : 2016 (Matej Mohorič)
- Championnats de Suisse sur route : 2
  - Course en ligne : 2023 (Marc Hirschi)
  - Contre-la-montre : 2022 (Joël Suter)
- Championnats de Taïwan sur route : 2
  - Course en ligne : 2015 (Chun Kai Feng)
  - Contre-la-montre : 2015 (Chun Kai Feng)
- Championnats d'Ukraine sur route : 2
  - Course en ligne : 2011 (Oleksandr Kvachuk)
  - Contre-la-montre : 2011 (Oleksandr Kvachuk)
- Championnats d'Allemagne de cyclisme sur route: 1
  - Contre-la-montre : 2024 (Nils Politt)

## Bilan sur les grands tours
- Tour de France

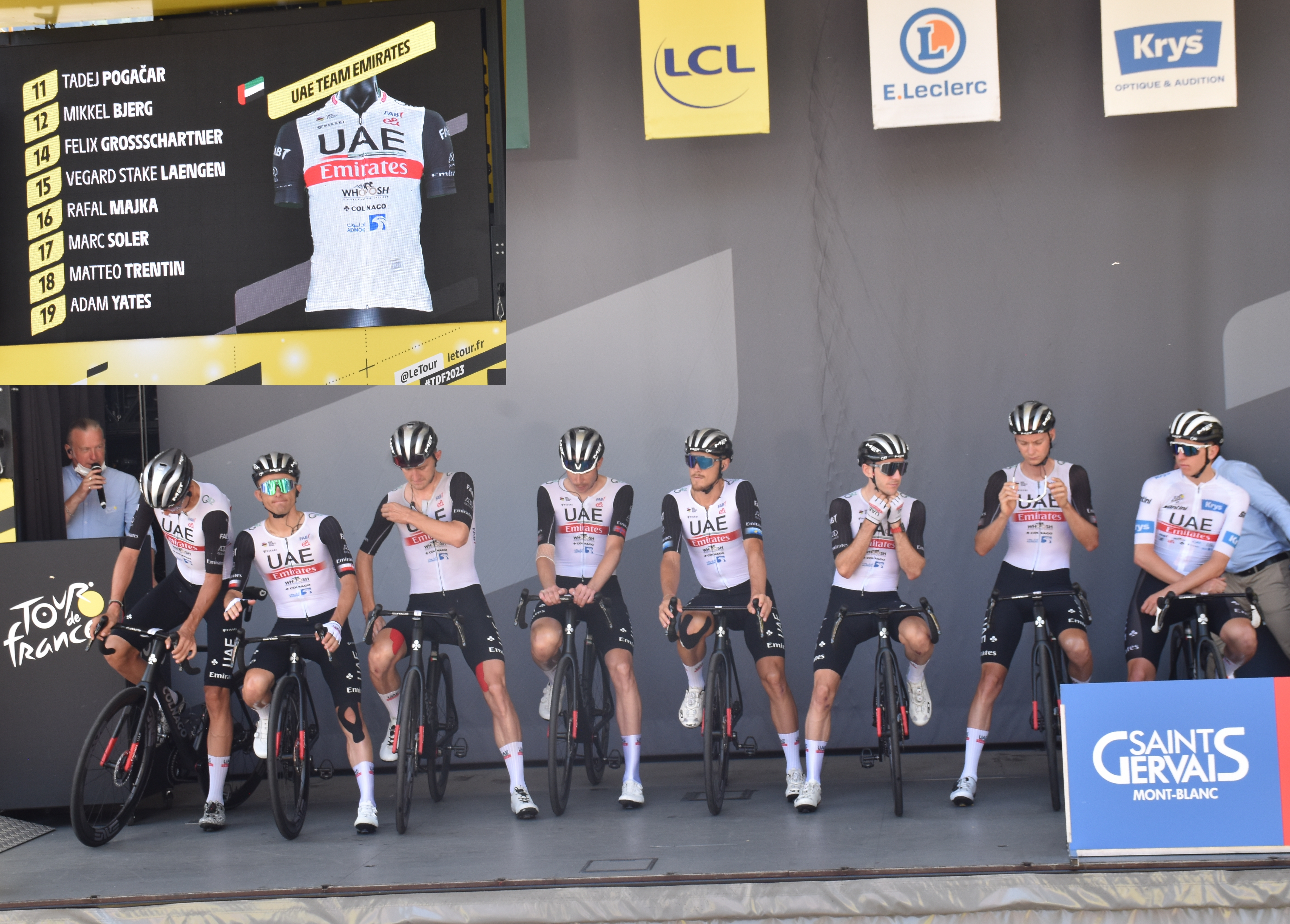
L'équipe UAE Team Emirates au départ de la 17e étape du Tour de France 2023.

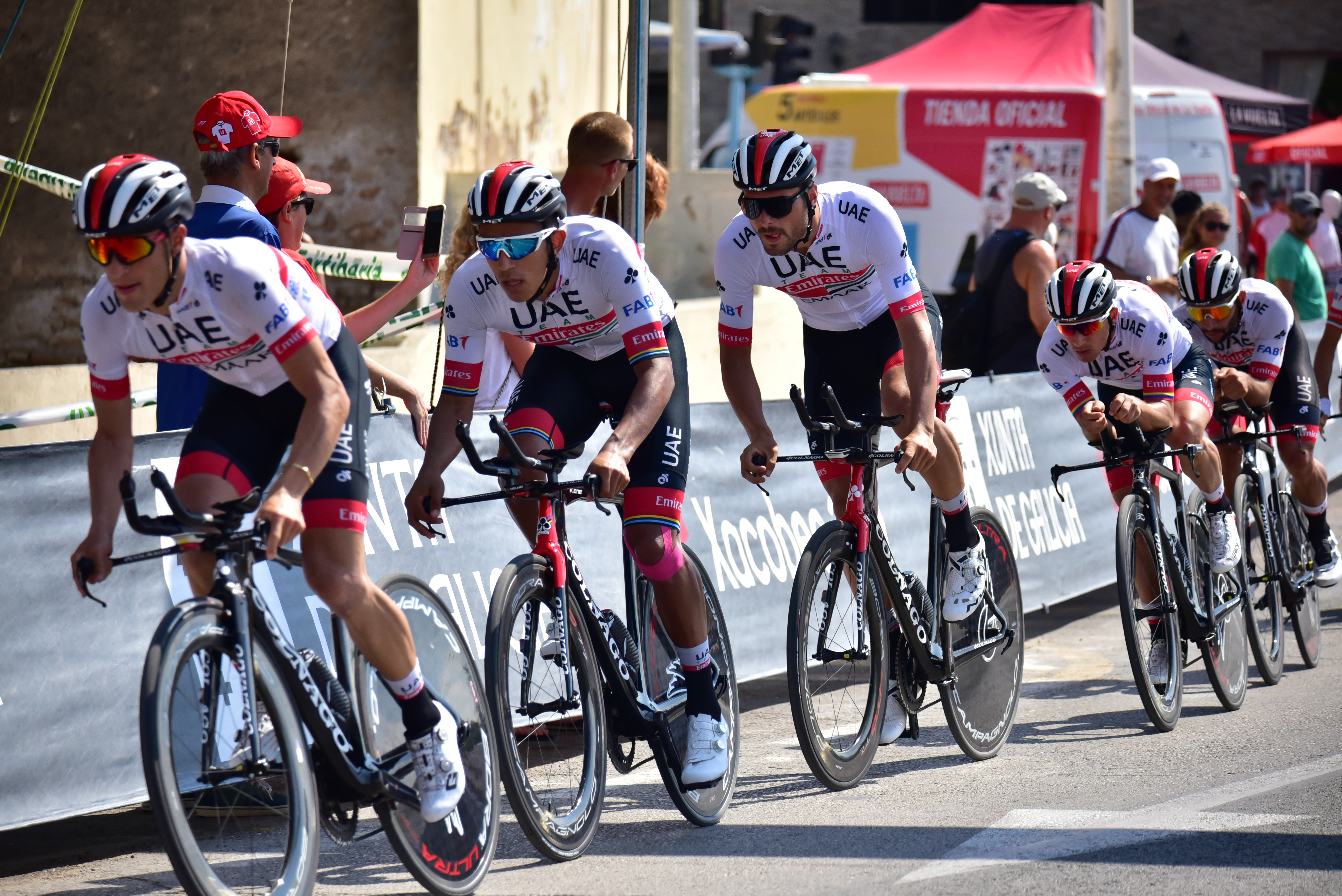
L'équipe UAE Emirates lors du Tour d'Espagne 2019.

  - 27 participations (1993, 1994, 1995, 1996, 1999, 2001, 2002, 2005, 2006, 2007, 2008, 2009, 2010, 2011, 2012, 2013, 2014, 2015, 2016, 2017, 2018, 2019, 2020, 2021, 2022, 2023, 2024, 2025)
  - 34 victoires d'étapes :
    - 3 en 1993 : Djamolidine Abdoujaparov (3)
    - 2 en 1994 : Ján Svorada et Roberto Conti
    - 1 en 1999 : Ludo Dierckxsens
    - 1 en 2001 : Ján Svorada
    - 1 en 2002 : Rubens Bertogliati
    - 2 en 2007 : Daniele Bennati (2)
    - 2 en 2010 : Alessandro Petacchi (2)
    - 1 en 2015 : Rubén Plaza
    - 2 en 2018 : Dan Martin, Alexander Kristoff
    - 4 en 2020 : Alexander Kristoff, Tadej Pogačar (3)
    - 3 en 2021 : Tadej Pogačar (3)
    - 3 en 2022 : Tadej Pogačar (3)
    - 3 en 2023 : Adam Yates, Tadej Pogačar (2)
    - 6 en 2024 : Tadej Pogačar (6)
    - 5 en 2025: Tim Wellens, Tadej Pogačar (4)

  - 4 victoires finales :
    -  Tadej Pogačar : 2020, 2021, 2024 et 2025

  - 11 classements annexes :
    -  Classement par points : Djamolidine Abdoujaparov (1993) et Alessandro Petacchi (2010)
    -  Classement du meilleur jeune : Damiano Cunego (2006), Tadej Pogačar (2020, 2021, 2022 et 2023)
    -  Grand Prix de la montagne : Tadej Pogačar (2020, 2021 et 2025)
    -  Prix de la combativité : 2018 (Dan Martin)
    - Classement par équipes  : 2024
- Tour d'Italie
  - 33 participations (1990, 1991, 1992, 1993, 1994, 1995, 1996, 1999, 2000, 2001, 2002, 2003, 2004, 2005, 2006, 2007, 2008, 2009, 2010, 2011, 2012, 2013, 2014, 2015, 2016, 2017, 2018, 2019, 2020, 2021, 2022, 2023, 2024)
  - 32 victoires d'étapes :
    - 1 en 1993 : Maurizio Fondriest
    - 3 en 1994 : Ján Svorada (3)
    - 2 en 1995 : Ján Svorada et Maurizio Fondriest
    - 1 en 1996 : Pavel Tonkov
    - 2 en 2000 : Ján Svorada et Mariano Piccoli
    - 1 en 2001 : Gilberto Simoni
    - 1 en 2002 : Pavel Tonkov
    - 2 en 2007 : Marzio Bruseghin et Danilo Napolitano
    - 1 en 2008 : Marzio Bruseghin
    - 2 en 2011 : Alessandro Petacchi, Diego Ulissi
    - 2 en 2014 : Diego Ulissi (2)
    - 4 en 2015 : Jan Polanc, Diego Ulissi et Sacha Modolo (2)
    - 2 en 2016 : Diego Ulissi (2)
    - 1 en 2019 : Fernando Gaviria
    - 2 en 2020 : Diego Ulissi (2)
    - 1 en 2021 : Joseph Dombrowski
    - 1 en 2022 : Alessandro Covi
    - 3 en 2023 : Pascal Ackermann, Brandon McNulty et João Almeida
    - 6 en 2024 : Tadej Pogačar (6)

  - 4 victoires finales :
    -  Pavel Tonkov : 1996
    -  Gilberto Simoni : 2001
    -  Michele Scarponi[n 1] :2011
    -  Tadej Pogačar : 2024

  - 13 classements annexes :
    -  Classement du meilleur jeune : Pavel Tonkov (1992 et 1993) et Isaac Del Toro (2025)
    - Classement intergiro : Ján Svorada (1993)
    - Classement par équipes aux temps : (1993, 2003 et 2012)
    - Classement par équipes aux points : (1996 et 2011)
    - Classement du combiné : Gilberto Simoni (2001)
    - Trofeo Fuga Piaggio : Mariano Piccoli (2002) et Daniele Righi (2003)
    -  Classement par points : Michele Scarponi (2011)[n 1]
    -  Grand Prix de la montagne : Tadej Pogačar (2024)
- Tour d'Espagne
  - 28 participations (1990, 1993, 1999, 2000, 2001, 2002, 2003, 2004, 2005, 2006, 2007, 2008, 2009, 2010, 2011, 2012, 2013, 2014, 2015, 2016, 2017, 2018, 2019, 2020, 2021, 2022, 2023, 2024)
  - 33 victoires d'étapes :
    - 4 en 1993 : Sergueï Outschakov et Djamolidine Abdoujaparov (3)
    - 1 en 1999 : Robert Hunter
    - 3 en 2000 : Gilberto Simoni et Mariano Piccoli (2)
    - 1 en 2001 : Juan Manuel Gárate
    - 3 en 2007 : Daniele Bennati (3)
    - 2 en 2009 : Damiano Cunego (2)
    - 1 en 2010 : Alessandro Petacchi
    - 1 en 2011 : Francesco Gavazzi
    - 2 en 2014 : Winner Anacona et Przemysław Niemiec
    - 2 en 2015 : Nélson Oliveira et Rubén Plaza
    - 1 en 2016 : Valerio Conti
    - 1 en 2017 : Matej Mohorič
    - 3 en 2019 : Tadej Pogačar
    - 1 en 2020 : Jasper Philipsen
    - 1 en 2021 : Rafał Majka
    - 2 en 2022 : Marc Soler et Juan Sebastián Molano
    - 1 en 2023 : Sebastián Molano
    - 3 en 2024 : Brandon McNulty, Adam Yates et Marc Soler

  - 6 classements annexes :
    - Classement des metas volantes : Robert Hunter (1999)
    -  Classement du meilleur jeune : Tadej Pogačar (2019) et Juan Ayuso (2023)
    - Classement par équipes  : 2022 et 2024
    -  Grand Prix de la montagne : Jay Vine (2024)

## Principaux coureurs depuis les débuts
Ce tableau présente les résultats obtenus au sein de l'équipe par une sélection de coureurs qui se sont distingués soit par le rôle de leader ou de capitaine de route qui leur a été attribué pendant tout ou partie de leur passage dans l'équipe, leur longévité au sein de celle-ci, soit en remportant une course majeure pour l'équipe, soit encore par leur place dans l'histoire du cyclisme en général. La majorité des coureurs cités se distinguent par plusieurs de ces caractéristiques.
| Nom                 | Naissance | Nationalité | Arrivée | départ | Résultats |
| ------------------- | --------- | ----------- | ------- | ------ | --- |
| Mirco Lorenzetto    | 1981      | Italie      | 2008    | 2010   | 1 étape du Tour de Pologne (2010) |
| Francesco Gavazzi   | 1984      | Italie      | 2005    | 2011   | 1 étape du Tour d'Espagne (2011) 2 étapes du Tour du Pays basque (2010, 2011) |
| Simon Špilak        | 1986      | Slovénie    | 2008    | 2011   | 1 étape du Tour de Romandie (2010) |
| Grega Bole          | 1985      | Slovénie    | 2010    | 2012   | Grand Prix de Plouay (2011) 1 étape du Critérium du Dauphiné (2010) |
| Alessandro Petacchi | 1974      | Italie      | 2010    | 2013   | 2 étapes du Tour de France (2010) 1 étape du Tour de Catalogne (2011) 1 étape du Tour d'Italie (2011) 1 étape du Tour de Suisse (2010) 1 étape du Tour d'Espagne (2010) |
| Michele Scarponi    | 1979      | Italie      | 2011    | 2013   | 1 étape de Tirreno-Adriatico (2011) |
| Damiano Cunego      | 1981      | Italie      | 2005    | 2014   | 1 étape du Tour de Romandie (2011) |
| Winner Anacona      | 1988      | Colombie    | 2012    | 2014   | 1 étape du Tour d'Espagne (2014) |
| Filippo Pozzato     | 1981      | Italie      | 2013    | 2015   | Grand Prix de Plouay (2013) |
| Nelson Oliveira     | 1989      | Portugal    | 2014    | 2015   | 1 étape du Tour d'Espagne (2015) |
| Ruben Plaza         | 1980      | Espagne     | 2015    | 2015   | 1 étape du Tour de France (2015) 1 étape du Tour d'Espagne (2015) |
| Davide Cimolai      | 1989      | Italie      | 2012    | 2016   | 1 étape du Tour de Catalogne (2016) 1 étape de Paris-Nice (2015) |
| Luka Pibernik       | 1993      | Slovénie    | 2015    | 2016   | 1 étape de l'Eneco Tour (2016) |
| Sacha Modolo        | 1987      | Italie      | 2014    | 2017   | 2 étapes du Tour d'Italie (2015) 1 étape du Tour de Pologne (2017) 1 étape du Tour de Suisse (2014) 1 étape du Tour de Pékin (2014) |
| Matej Mohorič       | 1994      | Slovénie    | 2016    | 2017   | 1 étape du Tour d'Espagne (2017) |
| Matteo Bono         | 1983      | Italie      | 2006    | 2018   | 1 étape de l'Eneco Tour (2011) |
| Przemysław Niemiec  | 1980      | Pologne     | 2011    | 2018   | 1 étape du Tour d'Espagne (2014) |
| Kristijan Đurasek   | 1987      | Croatie     | 2013    | 2019   | 1 étape du Tour de Suisse (2015) |
| Dan Martin          | 1986      | Irlande     | 2018    | 2019   | 1 étape du Critérium du Dauphiné (2018) 1 étape du Tour de France (2018) |
| Jasper Philipsen    | 1998      | Belgique    | 2019    | 2020   | 1 étape du BinckBank Tour (2020) 1 étape du Tour d'Espagne (2020) 1 étape du Tour Down Under (2019) |
| Valerio Conti       | 1993      | Italie      | 2014    | 2021   | 1 étape du Tour d'Espagne (2016) |
| Alexander Kristoff  | 1987      | Norvège     | 2018    | 2021   | Eschborn-Francfort (2018) Gand-Wevelgem (2019) 2 étapes du Tour de France (2018, 2020) 1 étape du Tour d'Abou Dabi (2018) |
| Joe Dombrowski      | 1991      | États-Unis  | 2020    | 2021   | 1 étape du Tour d'Italie (2021) |
| Rui Costa           | 1986      | Portugal    | 2014    | 2022   | Tour de Suisse (2014) Tour d'Abou Dabi (2017) 1 étape du Tour de Suisse (2014) 1 étape du Critérium du Dauphiné (2015) 1 étape du Tour d'Abou Dabi (2017) |
| Fernando Gaviria    | 1994      | Colombie    | 2019    | 2022   | 2 étapes du Tour du Guangxi (2019) 1 étape du Tour d'Italie (2019) 1 étape du Tour de Pologne (2021) 1 étape du Tour des Émirats arabes unis (2019) |
| Jan Polanc          | 1992      | Slovénie    | 2014    | 2023   | 2 étapes du Tour d'Italie (2015, 2017) |
| Davide Formolo      | 1992      | Italie      | 2020    | 2023   | 1 étape du Critérium du Dauphiné (2020) |
| Pascal Ackermann    | 1994      | Allemagne   | 2022    | 2023   | 1 étape du Tour d'Italie (2023) 1 étape du Tour de Pologne (2022) |
| Diego Ulissi        | 1989      | Italie      | 2010    | 2024   | Tour de Turquie (2017) Grand Prix de Montréal (2017) 8 étapes du Tour d'Italie (2011, 2014, 2015, 2016, 2020) 1 étape du Tour de Suisse (2018) 1 étape du Tour de Turquie (2017) 1 étape du Tour Down Under (2014) 1 étape du Tour de Pologne (2013) |
| Sebastián Molano    | 1994      | Colombie    | 2019    |        | 1 étape du Tour d'Espagne (2022) 1 étape du Tour des Émirats arabes unis (2023) 1 étape du Tour d'Espagne (2023) 1 étape du Tour du Guangxi (2023) |
| Tadej Pogačar       | 1998      | Slovénie    | 2019    |        | Tour de France (2020, 2021) Tour d'Italie (2024) Tour de Catalogne (2024) Paris-Nice (2023) Tour des Émirats arabes unis (2021, 2022) Tirreno-Adriatico (2021, 2022) Tour de Californie (2019) Tour des Flandres (2023) Amstel Gold Race (2023) Flèche wallonne (2023) Grand Prix de Montréal (2022, 2024) Tour de Lombardie (2021, 2022, 2023, 2024) Strade Bianche (2022, 2024) Liège-Bastogne-Liège (2021, 2024) 17 étapes du Tour de France (2020, 2021, 2022, 2023, 2024) 6 étapes du Tour d'Italie (2024) 4 étapes du Tour de Catalogne (2024) 3 étapes de Paris-Nice (2023) 3 étapes du Tour d'Espagne (2019) 4 étapes du Tour des Émirats arabes unis (2020, 2021, 2022) 3 étapes de Tirreno-Adriatico (2021, 2022) 1 étape du Tour du Pays basque (2021) 1 étape du Tour de Californie (2019) |
| Brandon McNulty     | 1998      | États-Unis  | 2020    |        | 1 étape du Tour d'Italie (2023) 1 étape du Tour des Émirats arabes unis (2024) 1 étape du Tour de Romandie (2024) 1 étape de Paris-Nice (2022) 1 étape du Tour d'Espagne (2024) |
| Mikkel Bjerg        | 1998      | Danemark    | 2020    |        | 1 étape du Critérium du Dauphiné (2023) |
| Alessandro Covi     | 1998      | Italie      | 2020    |        | 1 étape du Tour d'Italie (2022) |
| Rafał Majka         | 1989      | Pologne     | 2021    |        | 1 étape du Tour d'Espagne (2021) 1 étape du Tour de Pologne (2023) |
| Juan Ayuso          | 2002      | Espagne     | 2022    |        | Tour du Pays basque (2024) 2 étapes du Tour de Suisse (2023) 1 étape de Tirreno-Adriatico (2024) 1 étape du Tour de Romandie (2023) |
| Marc Soler          | 1993      | Espagne     | 2022    |        | 2 étapes du Tour d'Espagne (2022, 2024) |
| João Almeida        | 1998      | Portugal    | 2022    |        | 1 étape du Tour d'Italie (2023) 1 étape du Tour de Catalogne (2022) 2 étapes du Tour de Suisse (2024) |
| Tim Wellens         | 1991      | Belgique    | 2023    |        | Renewi Tour (2023, 2024) |
| Adam Yates          | 1992      | Royaume-Uni | 2023    |        | Tour de Romandie (2023) Tour de Suisse (2024) Grand Prix de Montréal (2023) 2 étapes du Tour de Suisse (2024) 1 étape du Tour de France (2023) 1 étape du Tour des Émirats arabes unis (2023) 1 étape du Tour de Romandie (2023) 1 étape du Tour d'Espagne (2024) |
| Jay Vine            | 1995      | Australie   | 2023    |        | Tour Down Under (2023) |
| Marc Hirschi        | 1995      | Suisse      | 2021    | 2024   | Classique de Saint-Sébastien (2024) Bretagne Classic (2024) |
| Isaac Del Toro      | 2003      | Mexique     | 2024    |        | 1 étape du Tour Down Under (2024) |
| Jhonatan Narváez    | 1997      | Équateur    | 2024    |        | Tour Down Under (2025) 1 étape du Tour Down Under (2025) |

## UAE Team Emirates XRG en 2025
| Effectif 2025            | Effectif 2025     | Effectif 2025 | Effectif 2025                      |
| Cycliste                 | Date de naissance | Pays          | Équipe précédente                  |
| ------------------------ | ----------------- | ------------- | ---------------------------------- |
| João Almeida             | 5 août 1998       | Portugal      | Deceuninck-Quick Step (2021)       |
| Igor Arrieta             | 8 décembre 2002   | Espagne       | Equipo Kern Pharma (2023)          |
| Juan Ayuso               | 16 septembre 2002 | Espagne       | Colpack-Ballan (2021)              |
| Filippo Baroncini        | 26 août 2000      | Italie        | Lidl-Trek (2023)                   |
| Mikkel Norsgaard Bjerg   | 3 novembre 1998   | Danemark      | Hagens Berman Axeon (2019)         |
| Jan Christen             | 26 juin 2004      | Suisse        | Hagens Berman Axeon (2023)         |
| Alessandro Covi          | 28 septembre 1998 | Italie        | Colpack (2019)                     |
| Isaac Del Toro           | 27 novembre 2003  | Mexique       | A.R. Monex Pro Cycling Team (2023) |
| Felix Großschartner      | 23 décembre 1993  | Autriche      | Bora-Hansgrohe (2022)              |
| Rune Herregodts          | 27 juillet 1998   | Belgique      | Intermarché-Wanty (2024)           |
| Vegard Stake Laengen     | 7 février 1989    | Norvège       | IAM Cycling (2016)                 |
| Rafał Majka              | 12 septembre 1989 | Pologne       | Bora-Hansgrohe (2020)              |
| Brandon McNulty          | 2 avril 1998      | États-Unis    | Rally UHC Cycling (2019)           |
| Sebastián Molano         | 4 novembre 1994   | Colombie      | Manzana Postobón (2018)            |
| António Morgado          | 28 janvier 2004   | Portugal      | Hagens Berman Axeon (2023)         |
| Jhonatan Narváez         | 4 mars 1997       | Équateur      | Ineos Grenadiers (2024)            |
| Domen Novak              | 12 juillet 1995   | Slovénie      | Bahrain Victorious (2022)          |
| Ivo Oliveira             | 5 septembre 1996  | Portugal      | Hagens Berman Axeon (2018)         |
| Rui Oliveira             | 5 septembre 1996  | Portugal      | Hagens Berman Axeon (2018)         |
| Tadej Pogačar            | 21 septembre 1998 | Slovénie      | Ljubljana Gusto Xaurum (2018)      |
| Nils Politt              | 6 mars 1994       | Allemagne     | Bora-Hansgrohe (2023)              |
| Pavel Sivakov            | 11 juillet 1997   | France        | Ineos Grenadiers (2023)            |
| Marc Soler               | 22 novembre 1993  | Espagne       | Movistar Team (2021)               |
| Pablo Torres Arias       | 10 novembre 2005  | Espagne       | UAE Team Emirates Gen Z (2024)     |
| Florian Vermeersch       | 12 mars 1999      | Belgique      | Lotto Dstny (2024)                 |
| Jay Vine                 | 16 novembre 1995  | Australie     | Alpecin-Deceuninck (2022)          |
| Tim Wellens              | 10 mai 1991       | Belgique      | Lotto-Soudal (2022)                |
| Adam Yates               | 7 août 1992       | Royaume-Uni   | Ineos Grenadiers (2022)            |
| Julius Johansen          | 13 septembre 1999 | Danemark      | Sabgal-Anicolor (2024)             |
|                          |                   |               |                                    |
| Source : ProCyclingStats |                   |               |                                    |

### Victoires
| Victoires | Victoires                                                                    | Victoires           | Victoires | Victoires           | Victoires |
| Date      | Course                                                                       | Pays                | Classe    | Vainqueur           |           |
| --------- | ---------------------------------------------------------------------------- | ------------------- | --------- | ------------------- | --------- |
| 25 janv.  | 5e étape du Tour Down Under                                                  | Australie           | 2.UWT     | Jhonatan Narváez    |           |
| 25 janv.  | Route de la Céramique-Grand Prix Castellón                                   | Espagne             | 1.1       | António Morgado     |           |
| 26 janv.  | Classement général, Tour Down Under                                          | Australie           | 2.UWT     | Jhonatan Narváez    |           |
| 29 janv.  | Trofeo Calvià                                                                | Espagne             | 1.1       | Jan Christen        |           |
| 2 fév.    | Championnat d'Équateur sur route                                             | Équateur            | CN        | Jhonatan Narváez    |           |
| 12 fév.   | Classement général, Tour d'Oman                                              | Oman                | 2.Pro     | Adam Yates          |           |
| 16 fév.   | Figueira Champions Classic                                                   | Portugal            | 1.Pro     | António Morgado     |           |
| 19 fév.   | 3e étape du Tour des Émirats arabes unis                                     | Émirats arabes unis | 2.UWT     | Tadej Pogačar       |           |
| 20 fév.   | 2e étape du Tour de l'Algarve                                                | Portugal            | 2.Pro     | Jan Christen        |           |
| 23 fév.   | Classement général, Tour des Émirats arabes unis                             | Émirats arabes unis | 2.UWT     | Tadej Pogačar       |           |
| 23 fév.   | Classement général, Tour d'Andalousie                                        | Espagne             | 2.Pro     | Pavel Sivakov       |           |
| 23 fév.   | 7e étape du Tour des Émirats arabes unis                                     | Émirats arabes unis | 2.UWT     | Tadej Pogačar       |           |
| 2 mars    | Drôme Classic                                                                | France              | 1.Pro     | Juan Ayuso          |           |
| 5 mars    | Trofeo Laigueglia                                                            | Italie              | 1.Pro     | Juan Ayuso          |           |
| 8 mars    | Strade Bianche                                                               | Italie              | 1.UWT     | Tadej Pogačar       |           |
| 12 mars   | 4e étape, Paris-Nice                                                         | France              | 2.UWT     | João Almeida        |           |
| 15 mars   | 6e étape, Tirreno-Adriatico                                                  | Italie              | 2.UWT     | Juan Ayuso          |           |
| 16 mars   | Classement général, Tirreno-Adriatico                                        | Italie              | 2.UWT     | Juan Ayuso          |           |
| 19 mars   | Milan-Turin                                                                  | Italie              | 1.Pro     | Isaac Del Toro      |           |
| 26 mars   | Classic Brugge-De Panne                                                      | Belgique            | 1.UWT     | Sebastián Molano    |           |
| 26 mars   | 3e étape du Tour de Catalogne                                                | Espagne             | 2.UWT     | Juan Ayuso          |           |
| 27 mars   | 3e étape de la Semaine internationale Coppi et Bartali                       | Italie              | 2.1       | Jay Vine            |           |
| 29 mars   | 5e étape de la Semaine internationale Coppi et Bartali                       | Italie              | 2.1       | Jay Vine            |           |
| 6 avr.    | Tour des Flandres                                                            | Belgique            | 1.UWT     | Tadej Pogačar       |           |
| 10 avr.   | 4e étape du Tour du Pays basque                                              | Espagne             | 2.UWT     | João Almeida        |           |
| 12 avr.   | 6e étape du Tour du Pays basque                                              | Espagne             | 2.UWT     | João Almeida        |           |
| 12 avr.   | Classement général, Tour du Pays basque                                      | Espagne             | 2.UWT     | João Almeida        |           |
| 15 avr.   | 1re étape du Tour des Abruzzes                                               | Italie              | 2.1       | Alessandro Covi     |           |
| 16 avr.   | 2e étape du Tour des Abruzzes                                                | Italie              | 2.1       | Ivo Oliveira        |           |
| 18 avr.   | 4e étape du Tour des Abruzzes                                                | Italie              | 2.1       | Ivo Oliveira        |           |
| 23 avr.   | La Flèche Wallonne                                                           | Belgique            | 1.UWT     | Tadej Pogačar       |           |
| 26 avr.   | 3e étape du Tour des Asturies                                                | Espagne             | 2.1       | Alessandro Covi     |           |
| 27 avr.   | Classement général, Tour des Asturies                                        | Espagne             | 2.1       | Marc Soler          |           |
| 27 avr.   | Liège-Bastogne-Liège                                                         | Belgique            | 1.UWT     | Tadej Pogačar       |           |
| 27 avr.   | 4e étape du Tour des Asturies                                                | Espagne             | 2.1       | Marc Soler          |           |
| 2 mai     | 3e étape du Tour de Romandie                                                 | Suisse              | 2.UWT     | Jay Vine            |           |
| 4 mai     | Classement général, Tour de Romandie                                         | Suisse              | 2.UWT     | João Almeida        |           |
| 16 mai    | 7e étape du Tour d'Italie                                                    | Italie              | 2.UWT     | Juan Ayuso          |           |
| 18 mai    | 5e étape du Tour de Hongrie                                                  | Hongrie             | 2.Pro     | Sebastián Molano    |           |
| 28 mai    | 17e étape du Tour d'Italie                                                   | Italie              | 2.UWT     | Isaac Del Toro      |           |
| 8 juin    | 5e étape du Tour de Slovénie                                                 | Slovénie            | 2.Pro     | Rui Oliveira        |           |
| 8 juin    | 1re étape, Critérium du Dauphiné                                             | France              | 2.UWT     | Tadej Pogačar       |           |
| 13 juin   | 6e étape, Critérium du Dauphiné                                              | France              | 2.UWT     | Tadej Pogačar       |           |
| 14 juin   | 7e étape, Critérium du Dauphiné                                              | France              | 2.UWT     | Tadej Pogačar       |           |
| 15 juin   | Classement général, Critérium du Dauphiné                                    | France              | 2.UWT     | Tadej Pogačar       |           |
| 18 juin   | 4e étape du Tour de Suisse                                                   | Suisse              | 2.UWT     | João Almeida        |           |
| 21 juin   | 7e étape du Tour de Suisse                                                   | Suisse              | 2.UWT     | João Almeida        |           |
| 22 juin   | Classement général, Tour de Belgique                                         | Belgique            | 2.Pro     | Filippo Baroncini   |           |
| 22 juin   | Classement général, Tour de Suisse                                           | Suisse              | 2.UWT     | João Almeida        |           |
| 22 juin   | 8e étape du Tour de Suisse                                                   | Suisse              | 2.UWT     | João Almeida        |           |
| 27 juin   | Contre-la-montre masculin aux championnats du Portugal de cyclisme sur route | Portugal            | CN        | António Morgado     |           |
| 27 juin   | Championnat d'Autriche du contre-la-montre                                   | Autriche            | CN        | Felix Großschartner |           |
| 29 juin   | Course en ligne masculine aux championnats du Portugal de cyclisme sur route | Portugal            | CN        | Ivo Oliveira        |           |
| 29 juin   | Championnat de Pologne sur route                                             | Pologne             | CN        | Rafał Majka         |           |
| 29 juin   | Championnat de Belgique sur route                                            | Belgique            | CN        | Tim Wellens         |           |
| 8 juill.  | 4e étape du Tour de France                                                   | France              | 2.UWT     | Tadej Pogačar       |           |
| 9 juill.  | 1re étape du Tour d'Autriche                                                 | Autriche            | 2.1       | Felix Großschartner |           |
| 10 juill. | 2e étape du Tour d'Autriche                                                  | Autriche            | 2.1       | Isaac Del Toro      |           |
| 11 juill. | 3e étape du Tour d'Autriche                                                  | Autriche            | 2.1       | Isaac Del Toro      |           |
| 11 juill. | 7e étape du Tour de France                                                   | France              | 2.UWT     | Tadej Pogačar       |           |
| 12 juill. | 4e étape du Tour d'Autriche                                                  | Autriche            | 2.1       | Isaac Del Toro      |           |
| 13 juill. | Classement général, Tour d'Autriche                                          | Autriche            | 2.1       | Isaac Del Toro      |           |
| 17 juill. | 12e étape du Tour de France                                                  | France              | 2.UWT     | Tadej Pogačar       |           |
| 18 juill. | 13e étape du Tour de France                                                  | France              | 2.UWT     | Tadej Pogačar       |           |
| 20 juill. | 15e étape du Tour de France                                                  | France              | 2.UWT     | Tim Wellens         |           |
| 21 juill. | Clásica Terres de l'Ebre                                                     | Espagne             | 1.1       | Isaac Del Toro      |           |
| 25 juill. | Classique d'Ordizia                                                          | Espagne             | 1.1       | Igor Arrieta        |           |
| 27 juill. | Classement général, Tour de France                                           | France              | 2.UWT     | Tadej Pogačar       |           |
| 3 août    | Circuit de Getxo                                                             | Espagne             | 1.1       | Isaac Del Toro      |           |
| 9 août    | Classement général, Tour de Burgos                                           | Espagne             | 2.Pro     | Isaac Del Toro      |           |

## Saisons précédentes
| - Saison 2005 - Saison 2006 - Saison 2007 - Saison 2008 - Saison 2009 - Saison 2010 - Saison 2011 - Saison 2012 - Saison 2013 - Saison 2014 | - Saison 2015 - Saison 2016 - Saison 2017 - Saison 2018 - Saison 2019 - Saison 2020 - Saison 2021 - Saison 2022 - Saison 2023 - Saison 2024 |